# Велика Британія на літніх Олімпійських іграх 2016
Велика Британія на літніх Олімпійських ігор 2016 була представлена 366 спортсменами у 25 видах спорту.

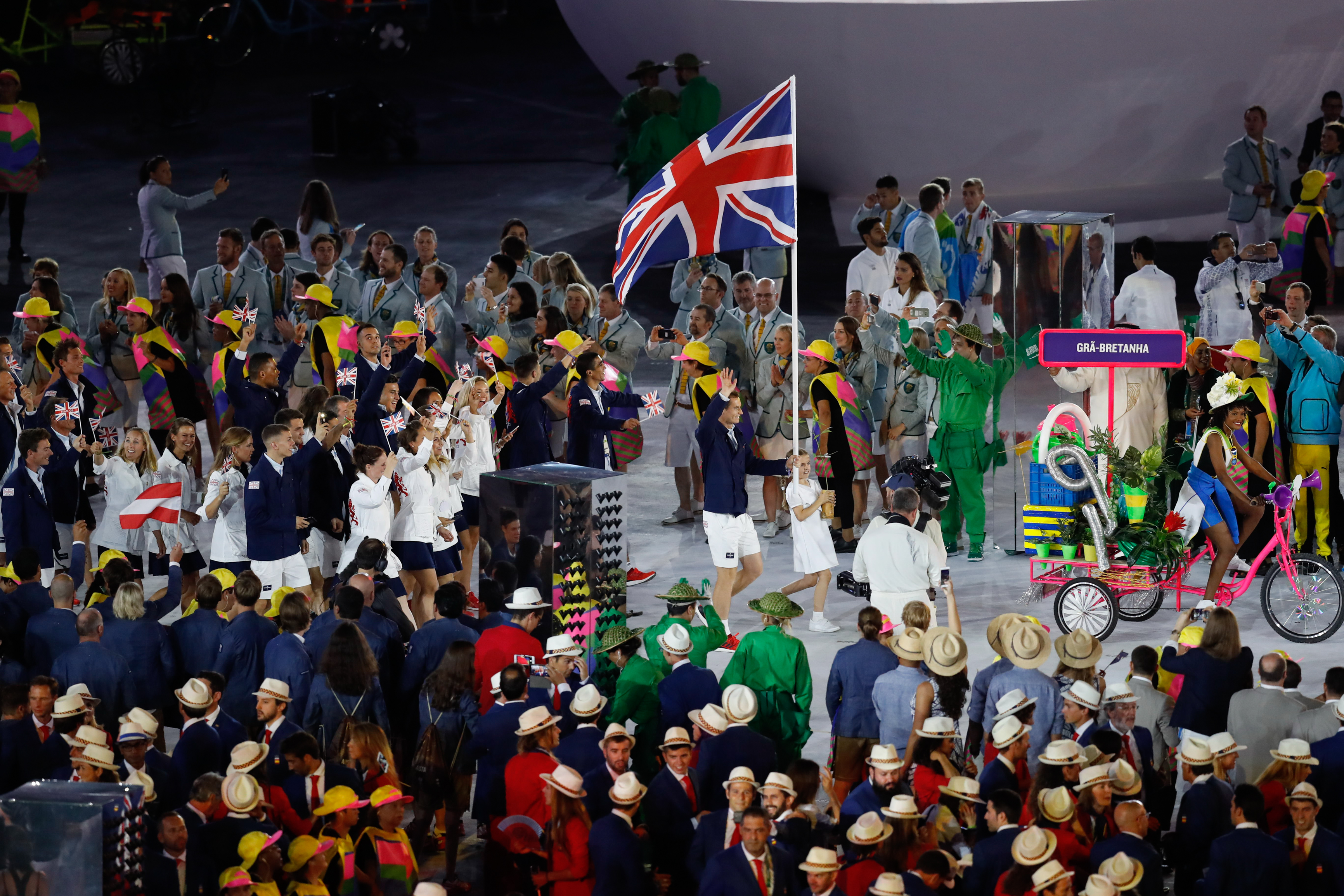
Олімпійська збірна Великої Британії на церемонії відкриття, прапор несе тенісист Енді Маррей.

## Медалісти
| Медалі | Спортсмени | Вид спорту                      | Дисципліна                                 | Дата      |
| ------ | --- | ------------------------------- | ------------------------------------------ | --------- |
| Золото | Адам Піті | Плавання                        | 100 метрів брасом (чоловіки)               | 7 серпня  |
| Золото | Джозеф Кларк | Веслування на байдарках і каное | байдарки-одиночки (чоловіки)               | 10 серпня |
| Золото | Кріс Мірс Джек Лафер | Стрибки у воду                  | синхронний трамплін, 3 метри (чоловіки)    | 10 серпня |
| Золото | Філіп Гіндс Джейсон Кенні Каллум Скіннер | Велоспорт                       | командний спринт (чоловіки)                | 11 серпня |
| Золото | Гелен Гловер Гезер Стеннінг | Академічне веслування           | двійки (жінки)                             | 12 серпня |
| Золото | Алекс Грегорі Мохамед Сбігі Джордж Неш Константін Лулудіс | Академічне веслування           | четвірки (чоловіки)                        | 12 серпня |
| Золото | Едвард Кленсі Стівен Берк Овайн Дойлл Бредлі Віґґінз | Велоспорт                       | командна гонка переслідування (чоловіки)   | 12 серпня |
| Золото | Пол Беннетт, Скотт Дюрант, Метт Готрел, Метт Ленгрідж, Том Ренслі, Піт Рід, Вільям Сетч, Ендрю Тріггс-Годж, Фелан Гілл (стерновий)                                                                                         | Академічне веслування           | вісімки (чоловіки)                         | 13 серпня |
| Золото | Кеті Арчибальд Лора Тротт Елінор Баркер Джоанна Роуселл | Велоспорт                       | командна гонка переслідування (жінки)      | 13 серпня |
| Золото | Мо Фара | Легка атлетика                  | 10000 м (чоловіки)                         | 13 серпня |
| Золото | Макс Вітлок | Гімнастика                      | вільні вправи (чоловіки)                   | 14 серпня |
| Золото | Джастін Роуз | Гольф                           | чоловіки                                   | 14 серпня |
| Золото | Макс Вітлок | Гімнастика                      | кінь (чоловіки)                            | 14 серпня |
| Золото | Джейсон Кенні | Велоспорт                       | спринт (чоловіки)                          | 14 серпня |
| Золото | Енді Маррей | Теніс                           | чоловічий одиночний турнір                 | 14 серпня |
| Золото | Шарлотт Дюжарден | Кінний спорт                    | індивідуальна виїздка                      | 15 серпня |
| Золото | Джайлс Скотт | Вітрильний спорт                | Фінн                                       | 16 серпня |
| Золото | Лора Тротт | Велоспорт                       | омніум (жінки)                             | 16 серпня |
| Золото | Джейсон Кенні | Велоспорт                       | кейрін (чоловіки)                          | 16 серпня |
| Золото | Алістер Браунлі | Тріатлон                        | чоловіки                                   | 18 серпня |
| Золото | Ганна Міллс Саскія Кларк | Вітрильний спорт                | 470 (жінки)                                | 18 серпня |
| Золото | Джейд Джонс | Тхеквондо                       | 57 кг (жінки)                              | 18 серпня |
| Золото | Нік Скелтон | Кінний спорт                    | індивідуальний конкур                      | 19 серпня |
| Золото | Велика Британія Медді Гінч Лора Ансворт Кріста Каллен Ганна Маклеод Джорджі Твігг Гелен Річардсон Сюзанна Таунсенд Кейт Волш Сем Квек Алекс Денсон Жизель Енслі Софі Брей Голлі Вебб Шона Маккаллін Лілі Оуслі Нікола Вайт | Хокей на траві                  | жінки                                      | 19 серпня |
| Золото | Лаям Гіт | Веслування на байдарках і каное | байдарки-одиночки, 200 м (чоловіки)        | 20 серпня |
| Золото | Нікола Адамс | Бокс                            | 51 кг (жінки)                              | 20 серпня |
| Золото | Мо Фара | Легка атлетика                  | 5000 м (чоловіки)                          | 20 серпня |
| Срібло | Язмін Карлін | Плавання                        | 400 м вільним стилем (жінки)               | 7 серпня  |
| Срібло | Шівон-Марі О'Коннор | Плавання                        | 200 м комплексом (жінки)                   | 9 серпня  |
| Срібло | Стівен Мілн Данкан Скотт Деніел Воллас Джеймс Ґай Роберт Ренвік* | Плавання                        | естафета 4x200 м вільним стилем (чоловіки) | 9 серпня  |
| Срібло | Кетрін Грейнджер Вікторія Торнлі | Академічне веслування           | парні двійки (жінки)                       | 11 серпня |
| Срібло | Дейвід Флоуренс Річард Гунслоу | Веслування на байдарках і каное | каное-двійки (чоловіки)                    | 11 серпня |
| Срібло | Велика Британія Марк Беннетт Філ Берджесс Маркус Вотсон Ден Біббі Джеймс Девіс Сем Кросс Оллі Ліндсі-Гейг Руарід Макконохі Том Мітчелл Ден Нортон Марк Робертсон Джеймс Родвелл                                            | Регбі-7                         | чоловіки                                   | 11 серпня |
| Срібло | Спенсер Вілтон Фіона Бігвуд Карл Гестер Шарлотт Дюжарден | Кінний спорт                    | командна виїздка                           | 12 серпня |
| Срібло | Бріоні Пейдж | Гімнастика                      | Стрибки на батуті (жінки)                  | 12 серпня |
| Срібло | Язмін Карлін | Плавання                        | 800 м вільним стилем (жінки)               | 12 серпня |
| Срібло | Карен Беннетт, Олівія Карнегі-Браун, Джессіка Едді, Кетрін Грівс, Френсіс Готон, Зої Лі, Поллі Свонн, Мелані Вілсон, Зої де Толедо (стернова)                                                                              | Академічне веслування           | вісімки (жінки)                            | 13 серпня |
| Срібло | Ребекка Джеймс | Велоспорт                       | кейрін (жінки)                             | 13 серпня |
| Срібло | Кріс Вокер-Гебборн, Адам Піті, Джеймс Ґай, Данкан Скотт | Плавання                        | естафета 4x100 м комплексом (чоловіки)     | 13 серпня |
| Срібло | Джессіка Енніс | Легка атлетика                  | семиборство (жінки)                        | 13 серпня |
| Срібло | Нік Демпсі | Вітрильний спорт                | RS:X (чоловіки)                            | 14 серпня |
| Срібло | Луїс Сміт | Гімнастика                      | кінь (чоловіки)                            | 14 серпня |
| Срібло | Каллум Скіннер | Велоспорт                       | спринт (чоловіки)                          | 14 серпня |
| Срібло | Марк Кавендіш | Велоспорт                       | омніум (чоловіки)                          | 15 серпня |
| Срібло | Ребекка Джеймс | Велоспорт                       | спринт (жінки)                             | 16 серпня |
| Срібло | Джек Лафер | Стрибки у воду                  | трамплін, 3 метри (чоловіки)               | 16 серпня |
| Срібло | Лаям Гіт Джон Скофілд | Веслування на байдарках і каное | байдарки-двійки, 200 м (чоловіки)          | 18 серпня |
| Срібло | Джонатан Браунлі | Тріатлон                        | чоловіки                                   | 18 серпня |
| Срібло | Лутало Мугаммад | Taekwondo                       | до 80 кг (чоловіки)                        | 19 серпня |
| Срібло | Джозеф Джойс | Бокс                            | понад 91 кг (чоловіки)                     | 21 серпня |
| Бронза | Едвард Лінг | Стрільба                        | трап (чоловіки)                            | 8 серпня  |
| Бронза | Томас Дейлі Даніель Гудфіллоу | Стрибки у воду                  | синхронна вишка, 10 метрів (чоловіки)      | 8 серпня  |
| Бронза | Кріс Фрум | Велоспорт                       | роздільна шосейна гонка (чоловіки)         | 10 серпня |
| Бронза | Стівен Скотт | Стрільба                        | дубль-трап (чоловіки)                      | 10 серпня |
| Бронза | Саллі Конвей | Дзюдо                           | до 70 кг (жінки)                           | 10 серпня |
| Бронза | Макс Вітлок | Гімнастика                      | абсолютна першість (чоловіки)              | 10 серпня |
| Бронза | Грег Резерфорд | Легка атлетика                  | стрибки в довжину (чоловіки)               | 13 серпня |
| Бронза | Софі Хітчон | Легка атлетика                  | метання молота (жінки)                     | 15 серпня |
| Бронза | Емі Тінклер | Гімнастика                      | вільні вправи (жінки)                      | 16 серпня |
| Бронза | Найл Вілсон | Гімнастика                      | перекладина (чоловіки)                     | 16 серпня |
| Бронза | Кеті Марчант | Велоспорт                       | спринт (жінки)                             | 16 серпня |
| Бронза | Джошуа Буатсі | Бокс                            | до 81 кг (чоловіки)                        | 16 серпня |
| Бронза | Маркус Елліс Кріс Ленгрідж | Бадмінтон                       | парний розряд (чоловіки)                   | 18 серпня |
| Бронза | Аша Філіп, Дезіре Генрі, Діна Ашер-Сміт, Дерілл Нейта | Легка атлетика                  | естафета 4×100 м (жінки)                   | 19 серпня |
| Бронза | Вікі Голланд | Тріатлон                        | жінки                                      | 20 серпня |
| Бронза | Б'янка Волкден | Тхеквондо                       | понад 67 кг (жінки)                        | 20 серпня |
| Бронза | Ейлід Дойл Аніка Онуора Емілі Даймонд Крістін Огуруоґу Келлі Мессі* | Легка атлетика                  | естафета 4×400 м (жінки)                   | 20 серпня |

* – Спортсмен брав участь в попередніх раундах, але не брав участі у фіналі.

## Спортсмени
| Дисципліна                      | Чоловіки | Жінки | Разом |
| ------------------------------- | -------- | ----- | ----- |
| Стрільба з лука                 | 1        | 1     | 2     |
| Легка атлетика                  | 41       | 39    | 80    |
| Бадмінтон                       | 4        | 4     | 8     |
| Бокс                            | 10       | 2     | 12    |
| Веслування на байдарках і каное | 5        | 7     | 12    |
| Велоспорт                       | 16       | 10    | 26    |
| Стрибки у воду                  | 5        | 6     | 11    |
| Кінний спорт                    | 7        | 5     | 12    |
| Фехтування                      | 3        | 0     | 3     |
| Хокей на траві                  | 16       | 16    | 32    |
| Гольф                           | 2        | 2     | 4     |
| Гімнастика                      | 6        | 7     | 13    |
| Дзюдо                           | 3        | 4     | 7     |
| Сучасне п'ятиборство            | 2        | 2     | 4     |
| Академічне веслування           | 28       | 15    | 43    |
| Регбі-7                         | 12       | 12    | 24    |
| Вітрильний спорт                | 8        | 7     | 15    |
| Стрільба                        | 3        | 3     | 6     |
| Плавання                        | 16       | 12    | 28    |
| Синхронне плавання              | —        | 2     | 2     |
| Настільний теніс                | 3        | 0     | 3     |
| Тхеквондо                       | 2        | 2     | 4     |
| Теніс                           | 5        | 2     | 7     |
| Тріатлон                        | 3        | 3     | 6     |
| Важка атлетика                  | 1        | 1     | 2     |
| Разом                           | 202      | 164   | 366   |

## Стрільба з лука
| Спортсмен      | Дисципліна                        | Попередній раунд | Попередній раунд | 1/32 фіналу             | 1/16 фіналу          | 1/8 фіналу             | Чвертьфінали          | Півфінали          | Фінал / БМ         | Фінал / БМ       |
| Спортсмен      | Дисципліна                        | Результат        | Сіяний           | Суперник Результат      | Суперник Результат   | Суперник Результат     | Суперник Результат    | Суперник Результат | Суперник Результат | Місце            |
| -------------- | --------------------------------- | ---------------- | ---------------- | ----------------------- | -------------------- | ---------------------- | --------------------- | ------------------ | ------------------ | ---------------- |
| Патрік Гьюстон | індивідуальна першість (чоловіки) | 656              | 38               | van der Ven (NED) W 6–4 | Ku B-c (KOR) L 0–6   | Завершив виступ        | Завершив виступ       | Завершив виступ    | Завершив виступ    | Завершив виступ  |
| Наомі Фолкард  | індивідуальна першість (жінки)    | 639              | 23               | Rochmawati (INA) W 6–5  | Каванака (JPN) W 6–0 | dos Santos (BRA) W 6–2 | Chang H-j (KOR) L 1–7 | Завершила виступ   | Завершила виступ   | Завершила виступ |

## Легка атлетика
Легенда
- Note – для трекових дисциплін місце вказане лише для забігу, в якому взяв участь спортсмен
- Q = пройшов у наступне коло напряму
- q = пройшов у наступне коло за добором (для трекових дисциплін - найшвидші часи серед тих, хто не пройшов напряму; для технічних дисциплін - увійшов до визначеної кількості фіналістів за місцем якщо напряму пройшло менше спортсменів, ніж визначена кількість)
- NR = Національний рекорд
- N/A = Коло відсутнє у цій дисципліні
- Bye = спортсменові не потрібно змагатися у цьому колі

Трекові і шосейні дисципліни
Чоловіки
| Спортсмен                                                                                     | Дисципліна           | Попередній забіг | Попередній забіг | Чвертьфінал | Чвертьфінал | Півфінал        | Півфінал        | Фінал           | Фінал           |
| Спортсмен                                                                                     | Дисципліна           | Результат        | Місце            | Результат   | Місце       | Результат       | Місце           | Результат       | Місце           |
| --------------------------------------------------------------------------------------------- | -------------------- | ---------------- | ---------------- | ----------- | ----------- | --------------- | --------------- | --------------- | --------------- |
| Джеймс Дасаолу                                                                                | 100 м                | Bye              | Bye              | 10.18       | 3 q         | 10.16           | 6               | Завершив виступ | Завершив виступ |
| Джеймс Еллінгтон                                                                              | 100 м                | Bye              | Bye              | 10.29       | 5           | Завершив виступ | Завершив виступ | Завершив виступ | Завершив виступ |
| Чіджінду Уджа                                                                                 | 100 м                | Bye              | Bye              | 10.13       | 2 Q         | 10.01 SB        | 4               | Завершив виступ | Завершив виступ |
| Адам Джемілі                                                                                  | 200 м                | 20.20            | 2 Q              | Н/Д         | Н/Д         | 20.08           | 3 q             | 20.12           | 4               |
| Нетаніел Мітчелл-Блейк                                                                        | 200 м                | 20.24            | 2 Q              | Н/Д         | Н/Д         | 20.25           | 5               | Завершив виступ | Завершив виступ |
| Денні Талбот                                                                                  | 200 м                | 20.27 PB         | 2 Q              | Н/Д         | Н/Д         | 20.25 PB        | 3               | Завершив виступ | Завершив виступ |
| Меттью Гадсон-Сміт                                                                            | 400 м                | 45.26            | 3 Q              | Н/Д         | Н/Д         | 44.48 PB        | 2 Q             | 44.61           | 8               |
| Мартін Руні                                                                                   | 400 м                | 45.60            | 5                | Н/Д         | Н/Д         | Завершив виступ | Завершив виступ | Завершив виступ | Завершив виступ |
| Рабах Юсиф                                                                                    | 400 м                | DNS              | DNS              | Н/Д         | Н/Д         | Завершив виступ | Завершив виступ | Завершив виступ | Завершив виступ |
| Елліот Джайлс                                                                                 | 800 м                | 1:47.88          | 7                | Н/Д         | Н/Д         | Завершив виступ | Завершив виступ | Завершив виступ | Завершив виступ |
| Майкл Ріммер                                                                                  | 800 м                | 1:45.99          | 3 Q              | Н/Д         | Н/Д         | 1:46.80         | 8               | Завершив виступ | Завершив виступ |
| Чарлі Грайс                                                                                   | 1500 м               | 3:38.41          | 10 q**           | Н/Д         | Н/Д         | 3:40.050        | 5 Q             | 3:51.73         | 12              |
| Кріс О'Хер                                                                                    | 1500 м               | 3:39.36          | 4 Q              | Н/Д         | Н/Д         | 3:40.93         | 10              | Завершив виступ | Завершив виступ |
| Ендрю Бутчарт                                                                                 | 5000 м               | 13:20.08         | 5 Q              | Н/Д         | Н/Д         | Н/Д             | Н/Д             | 13:08.61 PB     | 6               |
| Мо Фара                                                                                       | 5000 м               | 13:25.25         | 3 Q              | Н/Д         | Н/Д         | Н/Д             | Н/Д             | 13:03.30        | 1               |
| Том Фаррелл                                                                                   | 5000 м               | 14:11.65         | 20               | Н/Д         | Н/Д         | Н/Д             | Н/Д             | Завершив виступ | Завершив виступ |
| Мо Фара                                                                                       | 10000 м              | Н/Д              | Н/Д              | Н/Д         | Н/Д         | Н/Д             | Н/Д             | 27:05.17        | 1               |
| Росс Міллінгтон                                                                               | 10000 м              | Н/Д              | Н/Д              | Н/Д         | Н/Д         | Н/Д             | Н/Д             | 29:14.95        | 31              |
| Енді Вернон                                                                                   | 10000 м              | Н/Д              | Н/Д              | Н/Д         | Н/Д         | Н/Д             | Н/Д             | 28:19.36 SB     | 25              |
| Laurence Clarke                                                                               | 110 м з бар'єрами    | 13:55            | 3 Q              | Н/Д         | Н/Д         | 13.47           | 5               | Завершив виступ | Завершив виступ |
| Ендрю Поззі                                                                                   | 110 м з бар'єрами    | 13:50            | 2 Q              | Н/Д         | Н/Д         | 13.67           | 5               | Завершив виступ | Завершив виступ |
| Джек Грін                                                                                     | 400 м з бар'єрами    | 48.96            | 2 Q              | Н/Д         | Н/Д         | 49.54           | 8               | Завершив виступ | Завершив виступ |
| Себастьян Роджер                                                                              | 400 м з бар'єрами    | 49.54            | 6 *              | Н/Д         | Н/Д         | Завершив виступ | Завершив виступ | Завершив виступ | Завершив виступ |
| Роб Маллетт                                                                                   | 3000 м з перешкодами | 8:48.19          | 12               | Н/Д         | Н/Д         | Н/Д             | Н/Д             | Завершив виступ | Завершив виступ |
| Джеймс Еллінгтон Чіджінду Уджа*** Адам Джемілі Річард Кілті Гаррі Айкінес-Аріееті             | 4×100 м              | 38.06            | 4 q              | Н/Д         | Н/Д         | Н/Д             | Н/Д             | 37.98           | 5               |
| Найджел Левайн Меттью Гадсон-Сміт Делано Вільямс Мартін Руні Джек Грін Jarryd Dunn Рабах Юсиф | 4×400 м              | DSQ              | DSQ              | Н/Д         | Н/Д         | Н/Д             | Н/Д             | Завершив виступ | Завершив виступ |
| Каллум Гокінс                                                                                 | Марафон              | Н/Д              | Н/Д              | Н/Д         | Н/Д         | Н/Д             | Н/Д             | 2:11:52         | 9               |
| Дерек Гокінс                                                                                  | Марафон              | Н/Д              | Н/Д              | Н/Д         | Н/Д         | Н/Д             | Н/Д             | 2:29:24         | 114             |
| Цегай Тевелде                                                                                 | Марафон              | Н/Д              | Н/Д              | Н/Д         | Н/Д         | Н/Д             | Н/Д             | DNF             | DNF             |
| Том Босворт                                                                                   | ходьба на 20 км      | Н/Д              | Н/Д              | Н/Д         | Н/Д         | Н/Д             | Н/Д             | 1:20:13 NR      | 6               |
| Домінік Кінг                                                                                  | ходьба на 50 км      | Н/Д              | Н/Д              | Н/Д         | Н/Д         | Н/Д             | Н/Д             | DSQ             | DSQ             |

 * : Себ Роджер спочатку пройшов у півфінал як 'найшвидший із лузерів', але його викреслили після успішної апеляції іншого бігуна проти дискваліфікації.

 ** : Чарлі Грайс повернуто місце у півфіналі після апеляції.

 *** : Чіджінду Уджа взяв участь у попередньому забігові, але не у фіналі.
Жінки
| Спортсменка                                                         | Дисципліна           | Попередній забіг | Попередній забіг | Чвертьфінал | Чвертьфінал | Півфінал         | Півфінал         | Фінал            | Фінал            |
| Спортсменка                                                         | Дисципліна           | Результат        | Місце            | Результат   | Місце       | Результат        | Місце            | Результат        | Місце            |
| ------------------------------------------------------------------- | -------------------- | ---------------- | ---------------- | ----------- | ----------- | ---------------- | ---------------- | ---------------- | ---------------- |
| Дезіре Генрі                                                        | 100 м                | Bye              | Bye              | 11.08       | 1 Q         | 11.09            | 4                | Завершила виступ | Завершила виступ |
| Дерілл Нейта                                                        | 100 м                | Bye              | Bye              | 11.41       | 4           | Завершила виступ | Завершила виступ | Завершила виступ | Завершила виступ |
| Аша Філіп                                                           | 100 м                | Bye              | Bye              | 11.34       | 3 q         | 11.33            | 8                | Завершила виступ | Завершила виступ |
| Діна Ашер-Сміт                                                      | 200 м                | 22.77            | 2 Q              | Н/Д         | Н/Д         | 22.49            | 4 q              | 22.31 SB         | 5                |
| Джоді Вільямс                                                       | 200 м                | 22.69            | 3 q              | Н/Д         | Н/Д         | 22.99            | 8                | Завершила виступ | Завершила виступ |
| Серен Банді-Девіс                                                   | 400 м                | 53.63            | 7                | Н/Д         | Н/Д         | Завершила виступ | Завершила виступ | Завершила виступ | Завершила виступ |
| Емілі Даймонд                                                       | 400 м                | 51.76            | 4 q              | Н/Д         | Н/Д         | 51.49            | 6                | Завершила виступ | Завершила виступ |
| Крістін Огуруоґу                                                    | 400 м                | 51.40            | 2 Q              | Н/Д         | Н/Д         | 51.22            | 5                | Завершила виступ | Завершила виступ |
| Шелайна Оскан-Кларк                                                 | 800 м                | 1:56.67          | 3 q              | Н/Д         | Н/Д         | 1:59.45 SB       | 5                | Завершила виступ | Завершила виступ |
| Лінсі Шарп                                                          | 800 м                | 2:00.83          | 1 Q              | Н/Д         | Н/Д         | 1:58.65          | 2 Q              | 1:57.69 PB       | 6                |
| Лора М'юр                                                           | 1500 м               | 4:06.53          | 3 Q              | Н/Д         | Н/Д         | 4:04.16          | 3 Q              | 4:12.88          | 7                |
| Лора Вейтман                                                        | 1500 м               | 4:08.37          | 7 q              | Н/Д         | Н/Д         | 4:05.28          | 5 Q              | 4:14.95          | 11               |
| Ейліш Макколган                                                     | 5000 м               | 15:18.20         | 5 Q              | Н/Д         | Н/Д         | Н/Д              | Н/Д              | 15:12.09         | 13               |
| Стефані Твелл                                                       | 5000 м               | 15:25.90         | 8                | Н/Д         | Н/Д         | Н/Д              | Н/Д              | Завершила виступ | Завершила виступ |
| Лора Віттл                                                          | 5000 м               | 15:31.30         | 10               | Н/Д         | Н/Д         | Н/Д              | Н/Д              | Завершила виступ | Завершила виступ |
| Джесс Ендрюс                                                        | 10000 м              | Н/Д              | Н/Д              | Н/Д         | Н/Д         | Н/Д              | Н/Д              | 31:35.92 PB      | 16               |
| Джоанн Пейві                                                        | 10000 м              | Н/Д              | Н/Д              | Н/Д         | Н/Д         | Н/Д              | Н/Д              | 31:33.44 SB      | 15               |
| Бет Поттер                                                          | 10000 м              | Н/Д              | Н/Д              | Н/Д         | Н/Д         | Н/Д              | Н/Д              | 33:04.34         | 34               |
| Сінді Офілі                                                         | 100 м з бар'єрами    | 12.75            | 1 Q              | Н/Д         | Н/Д         | 12.71            | 2 Q              | 12.63 SB         | 4                |
| Тіффані Портер                                                      | 100 м з бар'єрами    | 12.87            | 2 Q              | Н/Д         | Н/Д         | 12.82            | 4 q              | 12.76            | =6               |
| Ейлід Дойл                                                          | 400 м з бар'єрами    | 55:46            | 1 Q              | Н/Д         | Н/Д         | 54.99            | 3 q              | 54.61            | 8                |
| Ленні Вейт                                                          | 3000 м з перешкодами | 10:14.18         | 17               | Н/Д         | Н/Д         | Н/Д              | Н/Д              | Завершила виступ | Завершила виступ |
| Дерілл Нейта Аша Філіп Дезіре Генрі Діна Ашер-Сміт                  | 4×100 м              | 41.93            | 2 Q              | Н/Д         | Н/Д         | Н/Д              | Н/Д              | 41.77 NR         | 3                |
| Емілі Даймонд Ейлід Дойл Аніка Онуора Крістін Огуруоґу Келлі Мессі* | 4×400 м              | 3:24.81 SB       | 2 Q              | Н/Д         | Н/Д         | Н/Д              | Н/Д              | 3:25.88          | 3                |
| Елісон Діксон                                                       | Марафон              | Н/Д              | Н/Д              | Н/Д         | Н/Д         | Н/Д              | Н/Д              | 2:34:11          | 28               |
| Соня Семюелс                                                        | Марафон              | Н/Д              | Н/Д              | Н/Д         | Н/Д         | Н/Д              | Н/Д              | 2:34:36          | 30               |

 * : Келлі Мессі raced in heat but not in final.
Технічні дисципліни
Чоловіки
| Спортсмен      | Дисципліна         | Кваліфікація       | Кваліфікація | Фінал              | Фінал           |
| Спортсмен      | Дисципліна         | Результат у метрах | Місце        | Результат у метрах | Місце           |
| -------------- | ------------------ | ------------------ | ------------ | ------------------ | --------------- |
| Грег Резерфорд | стрибки в довжину  | 7.90               | 10 q         | 8.29               | 3               |
| Кріс Бейкер    | стрибки у висоту   | 2.26               | 16           | Завершив виступ    | Завершив виступ |
| Роберт Грабарз | стрибки у висоту   | 2.29               | 5 q          | 2.33 SB            | =4              |
| Люк Каттс      | стрибки з жердиною | 5.45               | 22           | Завершив виступ    | Завершив виступ |
| Кріс Беннетт   | метання молота     | 71.32              | 19           | Завершив виступ    | Завершив виступ |
| Марк Драй      | метання молота     | 71.03              | 21           | Завершив виступ    | Завершив виступ |
| Нік Міллер     | метання молота     | 70.83              | 22           | Завершив виступ    | Завершив виступ |

Жінки
| Спортсменка    | Дисципліна         | Кваліфікація       | Кваліфікація | Фінал              | Фінал            |
| Спортсменка    | Дисципліна         | Результат у метрах | Місце        | Результат у метрах | Місце            |
| -------------- | ------------------ | ------------------ | ------------ | ------------------ | ---------------- |
| Шара Проктор   | стрибки в довжину  | 6.36               | 21           | Завершила виступ   | Завершила виступ |
| Джазмін Соєрз  | стрибки в довжину  | 6.53               | 12 q         | 6.69               | 8                |
| Лоррейн Уген   | стрибки в довжину  | 6.65               | 7 q          | 6.58               | 11               |
| Морган Лейк    | стрибки у висоту   | 1.94               | =15 Q PB     | 1.93               | =10              |
| Голлі Блісдейл | стрибки з жердиною | 4.60               | =2 Q         | 4.70 SB            | 5                |
| Джейд Леллі    | метання диска      | 54.06              | 28           | Завершила виступ   | Завершила виступ |
| Софі Хітчон    | метання молота     | 70.37              | 11 q         | 74.54 NR           | 3                |

Комбіновані дисципліни – семиборство (жінки)
| Спортсмен                | Дисципліна | 100Б  | СВ      | ШЯ    | 200 m | СД   | МС    | 800 m   | Final   | Місце |
| ------------------------ | ---------- | ----- | ------- | ----- | ----- | ---- | ----- | ------- | ------- | ----- |
| Джессіка Енніс           | Результат  | 12.84 | 1.89    | 13.86 | 23.49 | 6.34 | 46.06 | 2:09.07 | 6775 SB | 2     |
| Джессіка Енніс           | Очки       | 1149  | 1093    | 785   | 1030  | 956  | 784   | 978     | 6775 SB | 2     |
| Катаріна Джонсон-Томпсон | Результат  | 13.48 | 1.98 NR | 11.68 | 23.26 | 6.51 | 36.36 | 2:10.47 | 6523 SB | 6     |
| Катаріна Джонсон-Томпсон | Очки       | 1053  | 1211    | 640   | 1053  | 1010 | 598   | 958     | 6523 SB | 6     |

## Бадмінтон
| Спортсмен                  | Дисципліна                  | Груповий етап                                          | Груповий етап                                    | Груповий етап                                | Груповий етап | Вибування                              | Чвертьфінал                          | Півфінал                              | Фінал / БМ                                    | Фінал / БМ       |
| Спортсмен                  | Дисципліна                  | Суперник Результат                                     | Суперник Результат                               | Суперник Результат                           | Місце         | Суперник Результат                     | Суперник Результат                   | Суперник Результат                    | Суперник Результат                            | Місце            |
| -------------------------- | --------------------------- | ------------------------------------------------------ | ------------------------------------------------ | -------------------------------------------- | ------------- | -------------------------------------- | ------------------------------------ | ------------------------------------- | --------------------------------------------- | ---------------- |
| Раджив Усеф                | одиночний розряд (чоловіки) | Sasaki (JPN) W (21–15, 21–9)                           | Koukal (CZE) W (21–14, 21–8)                     | Н/Д                                          | 1 Q           | Сугіарто (INA) W (21–13, 14–21, 21–16) | Аксельсен (DEN) L (12–21, 16–21)     | Завершив виступ                       | Завершив виступ                               | Завершив виступ  |
| Маркус Елліс Кріс Ленгрідж | Парний розряд (чоловіки)    | Кім К Ч / Kim S-r (KOR) W (17–21, 25–23, 21–18)        | Бое / Могенсен (DEN) L (9–21, 21–9, 16–21)       | Цваліна / Ваха (POL) W (21–18, 21–16)        | 2 Q           | Н/Д                                    | Ендо / Кеніті (JPN) W (21–19, 21–17) | Fu Hf / Чжан Н (CHN) L (14-21, 18-21) | Chai B / Hong W (CHN) W (21–18, 19–21, 21–10) | 3                |
| Кірсті Гілмур              | одиночний розряд (жінки)    | Зечірі (BUL) L (21–12, 17–21, 16–21)                   | Жаке (SUI) W (21–17, 21–15)                      | Н/Д                                          | 2             | Завершила виступ                       | Завершила виступ                     | Завершила виступ                      | Завершила виступ                              | Завершила виступ |
| Гезер Олвер Лорен Сміт     | Парний розряд (жінки)       | Махесварі / Полії (INA) L (10–21, 13–21)               | Poon L Y / Tse Y S (HKG) W (21–17, 18–21, 21–16) | Hoo K M / Woon K W (MAS) L (17–21, 22–24)    | 3             | Н/Д                                    | Завершила виступ                     | Завершила виступ                      | Завершила виступ                              | Завершила виступ |
| Кріс Едкок Gabby Adcock    | Змішаний парний розряд      | Фішер Нільсен / Педерсен (DEN) W (21–19, 22–24, 21–17) | Сюй Ч / Ма Цз (CHN) L (21–13, 20–22, 15–21)      | Матеусяк / Зіба (POL) L (21–18, 25–27, 9–21) | 3             | Н/Д                                    | Завершив виступ                      | Завершив виступ                       | Завершив виступ                               | Завершив виступ  |

## Бокс
Чоловіки
| Спортсмен      | Категорія   | 1/16 фіналу            | 1/8 фіналу            | Чвертьфінали         | Півфінали               | Фінал              | Фінал           |
| Спортсмен      | Категорія   | Суперник Результат     | Суперник Результат    | Суперник Результат   | Суперник Результат      | Суперник Результат | Місце           |
| -------------- | ----------- | ---------------------- | --------------------- | -------------------- | ----------------------- | ------------------ | --------------- |
| Галал Яфай     | до 49 кг    | Фотсала (CMR) W 3–0    | Архілагос (CUB) L 1–2 | Завершив виступ      | Завершив виступ         | Завершив виступ    | Завершив виступ |
| Мухаммад Алі   | до 52 кг    | Bye                    | Фіноль (VEN) L 0–3    | Завершив виступ      | Завершив виступ         | Завершив виступ    | Завершив виступ |
| Каїс Ашфак     | до 56 кг    | Бутді (THA) L 0–3      | Завершив виступ       | Завершив виступ      | Завершив виступ         | Завершив виступ    | Завершив виступ |
| Джозеф Кордіна | до 60 кг    | Суарес (PHI) W 2–1     | Тоджибаєв (UZB) L 0–2 | Завершив виступ      | Завершив виступ         | Завершив виступ    | Завершив виступ |
| Пет Маккормак  | до 64 кг    | Жуссупов (KAZ) W 2–1   | Толедо (CUB) L 1–2    | Завершив виступ      | Завершив виступ         | Завершив виступ    | Завершив виступ |
| Джош Келлі     | до 69 кг    | Мохамед (EGY) W 3–0    | Єлеусінов (KAZ) L 0–3 | Завершив виступ      | Завершив виступ         | Завершив виступ    | Завершив виступ |
| Ентоні Фавлер  | до 75 кг    | Алімханули (KAZ) L 0–3 | Завершив виступ       | Завершив виступ      | Завершив виступ         | Завершив виступ    | Завершив виступ |
| Джошуа Буатсі  | до 81 кг    | Катенде (UGA) W TKO    | Расулов (UZB) W KO    | Беншабла (ALG) W 3–0 | Ніязимбетов (KAZ) L 0–3 | Завершив виступ    | 3               |
| Ловренс Околі  | до 91 кг    | Jakubowski (POL) W 3–0 | Савон (CUB) L 0–3     | Завершив виступ      | Завершив виступ         | Завершив виступ    | Завершив виступ |
| Джозеф Джойс   | понад 91 кг | Bye                    | Мораїш (CPV) W TKO    | Джалолов (UZB) W 3–0 | Дичко (KAZ) W 3–0       | Йока (FRA) L 1–2   | 2               |

Жінки
| Спортсменка     | Категорія | 1/8 фіналу          | Чвертьфінали        | Півфінали           | Фінал               | Фінал            |
| Спортсменка     | Категорія | Суперниця Результат | Суперниця Результат | Суперниця Результат | Суперниця Результат | Місце            |
| --------------- | --------- | ------------------- | ------------------- | ------------------- | ------------------- | ---------------- |
| Нікола Адамс    | до 51 кг  | Bye                 | Коб (UKR) W 3–0     | Ren Cc (CHN) W 3–0  | Урамуне (FRA) W 3–0 | 1                |
| Саванна Маршалл | до 75 кг  | Nash (SWE) W 3–0    | Фонтейн (NED) L 0–2 | Завершила виступ    | Завершила виступ    | Завершила виступ |

## Веслування на байдарках і каное

### Слалом
| Спортсмен                     | Дисципліна     | Попередній раунд | Попередній раунд | Попередній раунд | Попередній раунд | Попередній раунд | Попередній раунд | Півфінал | Півфінал | Фінал  | Фінал |
| Спортсмен                     | Дисципліна     | Заплив 1         | Місце            | Заплив 2         | Місце            | Кращий           | Місце            | Час      | Місце    | Час    | Місце |
| ----------------------------- | -------------- | ---------------- | ---------------- | ---------------- | ---------------- | ---------------- | ---------------- | -------- | -------- | ------ | ----- |
| Девід Флоуренс                | чоловіки К-1   | 94.11            | 1                | DNS              | DNS              | 94.11            | 3 Q              | 99.36    | 7 Q      | 109.00 | 10    |
| Девід Флоуренс Річард Гунслоу | Чоловіки's C-2 | 103.27           | 2                | DNS              | DNS              | 103.27           | 3 Q              | 109.60   | 3 Q      | 102.01 | 2     |
| Joe Clarke                    | чоловіки Б-1   | 135.89           | 13               | 86.95            | 1                | 86.95            | 2 Q              | 90.67    | 3 Q      | 88.53  | 1     |
| Фіона Пенні                   | жінки Б-1      | 100.52           | 1                | DNS              | DNS              | 100.52           | 3 Q              | 101.81   | 2 Q      | 105.70 | 6     |

### Спринт
Чоловіки
| Спортсмен             | Дисципліна | Заїзди | Заїзди | Півфінали | Півфінали | Фінал  | Фінал |
| Спортсмен             | Дисципліна | Час    | Місце  | Час       | Місце     | Час    | Місце |
| --------------------- | ---------- | ------ | ------ | --------- | --------- | ------ | ----- |
| Лаям Гіт              | Б-1 200 м  | 34.327 | 1 Q    | 34.076    | 1 FA      | 35.197 | 1     |
| Лаям Гіт Джон Скофілд | Б-2 200 м  | 31.534 | 3 Q    | 31.899    | 1 FA      | 32.368 | 2     |

Жінки
| Спортсменка                                             | Дисципліна | Заїзди   | Заїзди | Півфінали | Півфінали | Фінал    | Фінал |
| Спортсменка                                             | Дисципліна | Час      | Місце  | Час       | Місце     | Час      | Місце |
| ------------------------------------------------------- | ---------- | -------- | ------ | --------- | --------- | -------- | ----- |
| Рейчел Кавторн                                          | Б-1 500 м  | 1:56.612 | 4 Q    | 1:58.410  | 6 FB      | 1:58.470 | 15    |
| Jessica Walker                                          | Б-1 200 м  | 41.123   | 5 Q    | 41.483    | 4 FB      | 42.205   | 15    |
| Лані Белчер Анджела Ганна                               | Б-2 500 м  | 1:53.948 | 8 Q    | 1:49.285  | 7 FB      | 1:54.193 | 15    |
| Рейчел Кавторн Луїза Саверс Rebeka Simon Jessica Walker | Б-4 500 м  | 1:36.853 | 5 Q    | 1:36.254  | =2 FA     | 1:40.043 | 7     |

Пояснення до кваліфікації: FA = Кваліфікувались до фіналу A (за медалі); FB = Кваліфікувались до фіналу B (не за медалі)

## Велоспорт

### Шосе
Чоловіки
| Спортсмен      | Дисципліна      | Час          | Місце        |
| -------------- | --------------- | ------------ | ------------ |
| Стів Каммінгс  | Групова гонка   | Не фінішував | Не фінішував |
| Кріс Фрум      | Групова гонка   | 6:13:03      | 12           |
| Кріс Фрум      | Роздільна гонка | 1:13:17.54   | 3            |
| Іен Стеннард   | Групова гонка   | Не фінішував | Не фінішував |
| Джерейнт Томас | Групова гонка   | 6:12:34      | 11           |
| Джерейнт Томас | Роздільна гонка | 1:14:52.85   | 9            |
| Адам Єйтс      | Групова гонка   | 6:13:08      | 15           |

Жінки
| Спортсменка  | Дисципліна      | Час           | Місце         |
| ------------ | --------------- | ------------- | ------------- |
| Ліззі Дейнан | Групова гонка   | 3:51:47       | 5             |
| Ніккі Гарріс | Групова гонка   | Не фінішував  | Не фінішував  |
| Емма Пулі    | Групова гонка   | Не фінішувала | Не фінішувала |
| Емма Пулі    | Роздільна гонка | 46:31.98      | 14            |

### Трек
Спринт
| Спортсмен      | Дисципліна        | Кваліфікація           | Кваліфікація | Раунд 1                         | Втішний поєдинок 1              | Раунд 2                         | Втішний поєдинок 2              | Чвертьфінали                         | Півфінали                            | Фінал                           | Фінал |
| Спортсмен      | Дисципліна        | Час Швидкість (км/год) | Місце        | Суперник Час Швидкість (км/год) | Суперник Час Швидкість (км/год) | Суперник Час Швидкість (км/год) | Суперник Час Швидкість (км/год) | Суперник Час Швидкість (км/год)      | Суперник Час Швидкість (км/год)      | Суперник Час Швидкість (км/год) | Місце |
| -------------- | ----------------- | ---------------------- | ------------ | ------------------------------- | ------------------------------- | ------------------------------- | ------------------------------- | ------------------------------------ | ------------------------------------ | ------------------------------- | ----- |
| Джейсон Кенні  | спринт (чоловіки) | 9.551 OR 75.384        | 1 Q          | Леві (GER) W 10.245 70.278      | Bye                             | Puerta (COL) W 10.369 69.437    | Bye                             | Констебл (AUS) W 10.341, W 10.219    | Дмітрієв (RUS) L, W 10.048, W 10.071 | Скіннер (GBR) W 10.164, W 9.916 | 1     |
| Каллум Скіннер | спринт (чоловіки) | 9.703 OR 74.203        | 2 Q          | Констебл (AUS) W 10.254 70.216  | Bye                             | Констебл (AUS) W 10.359 69.504  | Bye                             | Сюй Ч (CHN) W 10.299, W 10.212       | Ґлетцер (AUS) W 10.119, W 10.244     | Кенні (GBR) L, L                | 2     |
| Ребекка Джеймс | спринт (жінки)    | 10.721 OR 67.157       | 1 Q          | Ісмаїлова (AZE) W 11.377 63.285 | Bye                             | Куефф (FRA) W 11.375 63.296     | Bye                             | Zhong Ts (CHN) W 11.289, W 11.243    | Лігтле (NED) W 11.246, W 10.970      | Фоґель (GER) L, L               | 2     |
| Кеті Марчант   | спринт (жінки)    | 10.787 66.747          | 2 Q          | Салліван (CAN) W 11.499 62.614  | Bye                             | Вельте (GER) W 12.247 58.789    | Bye                             | Krupeckaitė (LTU) W 11.225, W 11.342 | Фоґель (GER) L, L                    | Лігтле (NED) W 11.237, W 11.424 | 3     |

Командна першість sprint
| Спортсмен                                | Дисципліна                  | Кваліфікація           | Кваліфікація | Півфінали                       | Півфінали | Фінал                                  | Фінал |
| Спортсмен                                | Дисципліна                  | Час Швидкість (км/год) | Місце        | Суперник Час Швидкість (км/год) | Місце     | Суперник Час Швидкість (км/год)        | Місце |
| ---------------------------------------- | --------------------------- | ---------------------- | ------------ | ------------------------------- | --------- | -------------------------------------- | ----- |
| Філіп Гіндс Джейсон Кенні Каллум Скіннер | командний спринт (чоловіки) | 42.562 OR 63.436       | 1 Q          | Венесуела (VEN) W 42.640 63.320 | 2 FA      | Нова Зеландія (NZL) W 42.440 OR 63.619 | 1     |

Qualification legend: FA=Фінал за золоту медаль; FB=Фінал за бронзову медаль
Переслідування
| Спортсмен                                                    | Дисципліна                               | Кваліфікація | Кваліфікація | Півфінали                         | Півфінали | Фінал                         | Фінал |
| Спортсмен                                                    | Дисципліна                               | Час          | Місце        | Opponent Результати               | Місце     | Opponent Результати           | Місце |
| ------------------------------------------------------------ | ---------------------------------------- | ------------ | ------------ | --------------------------------- | --------- | ----------------------------- | ----- |
| Стівен Берк Едвард Кленсі Овайн Дойлл Бредлі Віґґінз         | командна гонка переслідування (чоловіки) | 3:51.943     | 1 Q          | Нова Зеландія (NZL) W 3:50.570 WR | 1         | Австралія (AUS) W 3:50.265 WR | 1     |
| Кеті Арчибальд Елінор Баркер Джоанна Роуселл Шенд Лора Тротт | командна гонка переслідування (жінки)    | 4:13.260 WR  | 1 Q          | Канада (CAN) W 4:12.152 WR        | 1         | США (USA) W 4:10.236 WR       | 1     |

Кейрін
| Спортсмен      | Дисципліна        | Перший раунд | Втішний поєдинок | Другий раунд    | Final           |
| Спортсмен      | Дисципліна        | Місце        | Місце            | Місце           | Місце           |
| -------------- | ----------------- | ------------ | ---------------- | --------------- | --------------- |
| Джейсон Кенні  | Кейрін (чоловіки) | 1 Q          | Bye              | 1 Q             | 1               |
| Каллум Скіннер | Кейрін (чоловіки) | 6            | REL              | Завершив виступ | Завершив виступ |
| Ребекка Джеймс | кейрін (жінки)    | 1 Q          | Bye              | 2 Q             | 2               |

Омніум
| Спортсмен     | Дисципліна        | Скретч | Скретч | Індивідуальна гонка переслідування | Індивідуальна гонка переслідування | Індивідуальна гонка переслідування | Гонка на вибування | Гонка на вибування | Гіт з місця на 1 км | Гіт з місця на 1 км | Гіт з місця на 1 км | Гіт з ходу на 250 м | Гіт з ходу на 250 м | Гіт з ходу на 250 м | Гонка за очками | Гонка за очками | Загалом очок | Місце |
| Спортсмен     | Дисципліна        | Місце  | Очки   | Час                                | Місце                              | Очки                               | Місце              | Очки               | Час                 | Місце               | Очки                | Час                 | Місце               | Очки                | Очки            | Місце           | Загалом очок | Місце |
| ------------- | ----------------- | ------ | ------ | ---------------------------------- | ---------------------------------- | ---------------------------------- | ------------------ | ------------------ | ------------------- | ------------------- | ------------------- | ------------------- | ------------------- | ------------------- | --------------- | --------------- | ------------ | ----- |
| Марк Кавендіш | омніум (чоловіки) | 6      | 30     | 4:16.878                           | 2                                  | 38                                 | 7                  | 28                 | 1:02.868            | 6                   | 30                  | 12.793              | 3                   | 36                  | 32              | 4               | 194          | 2     |
| Лора Тротт    | омніум (жінки)    | 2      | 38     | 3:25.054 NR                        | 1                                  | 40                                 | 1                  | 40                 | 35.253              | 2                   | 38                  | 13.708              | 1                   | 40                  | 34              | 7               | 230          | 1     |

### Маунтінбайк
| Спортсмен      | Дисципліна             | Час     | Місце |
| -------------- | ---------------------- | ------- | ----- |
| Ґрант Ферґюсон | маунтінбайк (чоловіки) | 1:39.10 | 17    |

### BMX
| Спортсмен    | Дисципліна     | Кваліфікація | Кваліфікація | Чвертьфінал | Чвертьфінал | Півфінал        | Півфінал        | Фінал           | Фінал           |
| Спортсмен    | Дисципліна     | Результат    | Місце        | Очки        | Місце       | Очки            | Місце           | Результат       | Місце           |
| ------------ | -------------- | ------------ | ------------ | ----------- | ----------- | --------------- | --------------- | --------------- | --------------- |
| Кайл Еванс   | BMX (чоловіки) | 35.776       | 21           | 19          | 7           | Завершив виступ | Завершив виступ | Завершив виступ | Завершив виступ |
| Ліам Філліпс | BMX (чоловіки) | 35.095       | 10           | 28          | 8           | Завершив виступ | Завершив виступ | Завершив виступ | Завершив виступ |

## Стрибки у воду
Чоловіки
| Спортсмен                   | Дисципліна               | Попередні змагання | Попередні змагання | Півфінали       | Півфінали       | Фінал           | Фінал           |
| Спортсмен                   | Дисципліна               | Очки               | Місце              | Очки            | Місце           | Очки            | Місце           |
| --------------------------- | ------------------------ | ------------------ | ------------------ | --------------- | --------------- | --------------- | --------------- |
| Джек Лафер                  | трамплін, 3 метри        | 439.95             | 7 Q                | 389.40          | 12 Q            | 523.85          | 2               |
| Фредді Вудворд              | трамплін, 3 метри        | 388.15             | 19                 | Завершив виступ | Завершив виступ | Завершив виступ | Завершив виступ |
| Том Дейлі                   | вишка, 10 метрів         | 571.85             | 1 Q                | 403.25          | 18              | Завершив виступ | Завершив виступ |
| Джек Лафер Кріс Мірс        | синхронний трамплін, 3 м | Н/Д                | Н/Д                | Н/Д             | Н/Д             | 454.32          | 1               |
| Том Дейлі Даніель Гудфеллоу | синхронна вишка, 10 м    | Н/Д                | Н/Д                | Н/Д             | Н/Д             | 444.45          | 3               |

Жінки
| Спортсменка                    | Дисципліна                   | Попередні змагання | Попередні змагання | Півфінали        | Півфінали        | Фінал            | Фінал            |
| Спортсменка                    | Дисципліна                   | Очки               | Місце              | Очки             | Місце            | Очки             | Місце            |
| ------------------------------ | ---------------------------- | ------------------ | ------------------ | ---------------- | ---------------- | ---------------- | ---------------- |
| Ребекка Галлантрі              | трамплін, 3 метри            | 286.65             | 20                 | Завершила виступ | Завершила виступ | Завершила виступ | Завершила виступ |
| Грейс Рід                      | трамплін, 3 метри            | 304.95             | 14 Q               | 314.25           | 11 Q             | 318.60           | 8                |
| Сара Берроу                    | вишка, 10 метрів             | 277.40             | 23                 | Завершила виступ | Завершила виступ | Завершила виступ | Завершила виступ |
| Тоня Коуч                      | вишка, 10 метрів             | 332.80             | 5 Q                | 318.00           | 10 Q             | 323.70           | 12               |
| Алісія Благг Ребекка Галлантрі | Синхронний трамплін, 3 метри | Н/Д                | Н/Д                | Н/Д              | Н/Д              | 292.83           | 6                |
| Тоня Коуч Луїс Тулсон          | Синхронна вишка, 10 метрів   | Н/Д                | Н/Д                | Н/Д              | Н/Д              | 319.44           | 5                |

## Кінний спорт

### Виїздка
| Спортсмен                                                | Кінь       | Дисципліна    | Grand Prix | Grand Prix | Grand Prix Special | Grand Prix Special | Grand Prix Freestyle | Grand Prix Freestyle | Загалом         | Загалом         |
| Спортсмен                                                | Кінь       | Дисципліна    | Результат  | Місце      | Результат          | Місце              | За техніку           | За артистизм         | Результат       | Місце           |
| -------------------------------------------------------- | ---------- | ------------- | ---------- | ---------- | ------------------ | ------------------ | -------------------- | -------------------- | --------------- | --------------- |
| Фіона Бігвуд                                             | Orthilia   | Індивідуальні | 77.157     | 8 Q        | 74.384             | 16 Q               | 74.179               | 77.857               | 76.018          | 17              |
| Шарлотт Дюжарден                                         | Valegro    | Індивідуальні | 85.071     | 1 Q        | 83.025             | 2 Q                | 90.000               | 97.714               | 93.857          | 1               |
| Карл Гестер                                              | Nip Tuck   | Індивідуальні | 75.529     | 15 Q       | 76.485             | 9 Q                | 79.107               | 86.000               | 82.553          | 7               |
| Спенсер Вілтон                                           | Super Nova | Індивідуальні | 72.686     | 25 Q       | 73.739             | 21                 | Завершив виступ      | Завершив виступ      | Завершив виступ | Завершив виступ |
| Фіона Бігвуд Шарлотт Дюжарден Карл Гестер Спенсер Вілтон | Див. вище  | Команда       | 79.252     | 2 Q        | 77.951             | 2                  | Н/Д                  | Н/Д                  | 78.602          | 2               |

### Триборство
| Спортсмен                                                   | Кінь           | Дисципліна    | Виїздка      | Виїздка | Крос         | Крос    | Крос  | Конкур       | Конкур       | Конкур       | Конкур          | Конкур          | Конкур          | Загалом      | Загалом |
| Спортсмен                                                   | Кінь           | Дисципліна    | Виїздка      | Виїздка | Крос         | Крос    | Крос  | Кваліфікація | Кваліфікація | Кваліфікація | Фінал           | Фінал           | Фінал           | Загалом      | Загалом |
| Спортсмен                                                   | Кінь           | Дисципліна    | Штрафні очки | Місце   | Штрафні очки | Загалом | Місце | Штрафні очки | Загалом      | Місце        | Штрафні очки    | Загалом         | Місце           | Штрафні очки | Місце   |
| ----------------------------------------------------------- | -------------- | ------------- | ------------ | ------- | ------------ | ------- | ----- | ------------ | ------------ | ------------ | --------------- | --------------- | --------------- | ------------ | ------- |
| Вільям Фокс-Пітт                                            | Chilli Morning | Індивідуальні | 37.00        | 1       | 30.40        | 67.40   | 22    | 0.00         | 67.40        | 18 Q         | 0.00            | 67.40           | 12              | 67.40        | 12      |
| Піппа Фаннелл                                               | Billy The Biz  | Індивідуальні | 43.90        | 16      | 40.40        | 84.30   | 28    | 0.00         | 84.30        | 26           | Завершив виступ | Завершив виступ | Завершив виступ | 84.30        | 26      |
| Кітті Кінг                                                  | Ceylor         | Індивідуальні | 46.80        | 26      | 53.60        | 100.40  | 34    | 0.00         | 100.40       | 30           | Завершив виступ | Завершив виступ | Завершив виступ | 100.40       | 30      |
| Джемма Таттерсолл                                           | Quicklook      | Індивідуальні | 47.20 #      | 32      | 89.60 #      | 136.80  | 44    | 4.00 #       | 140.80 #     | 41           | Завершив виступ | Завершив виступ | Завершив виступ | 140.80       | 41      |
| Вільям Фокс-Пітт Піппа Фаннелл Кітті Кінг Джемма Таттерсолл | Див. вище      | Команда       | 127.70       | 4       | 124.40       | 252.10  | 8     | 0            | 252.10       | 5            | Н/Д             | Н/Д             | Н/Д             | 252.10       | 5       |

"#" позначає, що очки цього вершника не входять до заліку командного змагання, оскільки зараховуються лише результати трьох найкращих вершників.

### Конкур
| Спортсмен                                        | Кінь       | Дисципліна    | Кваліфікація | Кваліфікація | Кваліфікація | Кваліфікація | Кваліфікація | Кваліфікація    | Кваліфікація    | Кваліфікація    | Фінал           | Фінал           | Фінал           | Фінал           | Фінал           | Загалом         | Загалом         |
| Спортсмен                                        | Кінь       | Дисципліна    | Раунд 1      | Раунд 1      | Раунд 2      | Раунд 2      | Раунд 2      | Раунд 3         | Раунд 3         | Раунд 3         | Фінал A         | Фінал A         | Фінал B         | Фінал B         | Фінал B         | Загалом         | Загалом         |
| Спортсмен                                        | Кінь       | Дисципліна    | Штрафні очки | Місце        | Штрафні очки | Загалом      | Місце        | Штрафні очки    | Загалом         | Місце           | Штрафні очки    | Місце           | Штрафні очки    | Загалом         | Місце           | Штрафні очки    | Місце           |
| ------------------------------------------------ | ---------- | ------------- | ------------ | ------------ | ------------ | ------------ | ------------ | --------------- | --------------- | --------------- | --------------- | --------------- | --------------- | --------------- | --------------- | --------------- | --------------- |
| Бен Маєр                                         | Tic Tac    | Індивідуальні | 4            | =27 Q        | 4            | 8            | =30 Q        | 1               | 9               | =23 Q           | 4               | =16 Q           | 13              | 17              | 25              | 17              | 25              |
| Нік Скелтон                                      | Big Star   | Індивідуальні | 4            | =27 Q        | 4            | 8            | =30 Q        | 5               | 13              | =33 Q           | 0               | =1 Q            | 0               | 0               | =1 JO           | 0               | 1               |
| John Whitaker                                    | Ornellaia  | Індивідуальні | 0            | =1 Q         | 23 #         | 23           | 57           | Завершив виступ | Завершив виступ | Завершив виступ | Завершив виступ | Завершив виступ | Завершив виступ | Завершив виступ | Завершив виступ | Завершив виступ | Завершив виступ |
| Майкл Вітекер                                    | Cassionato | Індивідуальні | 4 #          | =27 Q        | 5            | 9            | =42 Q        | Відмовився      | Відмовився      | Відмовився      | Завершив виступ | Завершив виступ | Завершив виступ | Завершив виступ | Завершив виступ | Завершив виступ | Завершив виступ |
| Бен Маєр Нік Скелтон John Whitaker Майкл Вітекер | Див. вище  | Команда       | 8            | =8           | 13           | 13           | 12           | Завершив виступ | Завершив виступ | Завершив виступ | Н/Д             | Н/Д             | Н/Д             | Н/Д             | Н/Д             | 13              | 12              |

"#" позначає, що очки цього вершника не входять до заліку командного змагання, оскільки зараховуються лише результати трьох найкращих вершників.

## Фехтування
| Спортсмен                                                 | Дисципліна                      | 1/32 фіналу        | 1/16 фіналу            | 1/8 фіналу            | Чвертьфінал             | Півфінал                                      | Фінал / БМ                                 | Фінал / БМ      |
| Спортсмен                                                 | Дисципліна                      | Суперник Результат | Суперник Результат     | Суперник Результат    | Суперник Результат      | Суперник Результат                            | Суперник Результат                         | Місце           |
| --------------------------------------------------------- | ------------------------------- | ------------------ | ---------------------- | --------------------- | ----------------------- | --------------------------------------------- | ------------------------------------------ | --------------- |
| Джеймс Девіс                                              | індивідуальна рапіра (чоловіки) | Bye                | M Ferjani (TUN) W 15–7 | Сафін (RUS) L 10–15   | Завершив виступ         | Завершив виступ                               | Завершив виступ                            | Завершив виступ |
| Лоуренс Холстед                                           | індивідуальна рапіра (чоловіки) | Bye                | Чень Хв (CHN) L 9–15   | Завершив виступ       | Завершив виступ         | Завершив виступ                               | Завершив виступ                            | Завершив виступ |
| Річард Крузе                                              | індивідуальна рапіра (чоловіки) | Bye                | Sintès (ALG) W 15–4    | Кассара (ITA) W 15–12 | Мейнгардт (USA) W 15–13 | Массіалас (USA) L 9–15                        | Сафін (RUS) L 13–15                        | 4               |
| Джеймс Девіс Лоуренс Холстед Річард Крузе Marcus Mepstead | командна рапіра (чоловіки)      | Н/Д                | Н/Д                    | Н/Д                   | Росія (RUS) L 43–45     | Класифікаційний півфінал Єгипет (EGY) W 45–43 | поєдинок за 5-те місце Китай (CHN) L 38–45 | 6               |

## Хокей на траві
Підсумок

Легенда:
- FT – Після основного часу.
- P – Долю матчу вирішило пробиття пенальті.

| Команда               | Дисципліна       | Груповий етап      | Груповий етап       | Груповий етап      | Груповий етап      | Груповий етап      | Груповий етап | Чвертьфінал        | Півфінал            | Фінал / БМ                | Фінал / БМ |
| Команда               | Дисципліна       | Суперник Результат | Суперник Результат  | Суперник Результат | Суперник Результат | Суперник Результат | Місце         | Суперник Результат | Суперник Результат  | Суперник Результат        | Місце      |
| --------------------- | ---------------- | ------------------ | ------------------- | ------------------ | ------------------ | ------------------ | ------------- | ------------------ | ------------------- | ------------------------- | ---------- |
| Great Britain men's   | чоловічий турнір | Бельгія L 1–4      | Нова Зеландія D 2–2 | Бразилія W 9–1     | Австралія L 1–2    | Іспанія D 1–1      | 5             | Завершив виступ    | Завершив виступ     | Завершив виступ           | 9          |
| Great Britain women's | жіночий турнір   | Австралія W 2–1    | Індія W 3–0         | Аргентина W 3–2    | Японія W 2–0       | США W 2–1          | 1             | Іспанія W 3–1      | Нова Зеландія W 3–0 | Нідерланди W 2–0P FT: 3–3 | 1          |

### Чоловічий турнір
Squad
Шаблон:Склад чоловічої збірної Великої Британії з хокею на траві на літніх Олімпійських іграх 2016
Груповий етап
Шаблон:Підсумкова таблиця в групі A чоловічого турніру з хокею на траві на літніх Олімпійських іграх 2016
Шаблон:Чоловічий турнір з хокею на траві на літніх Олімпійських іграх 2016, гра A1
Шаблон:Чоловічий турнір з хокею на траві на літніх Олімпійських іграх 2016, гра A4
Шаблон:Чоловічий турнір з хокею на траві на літніх Олімпійських іграх 2016, гра A8
Шаблон:Чоловічий турнір з хокею на траві на літніх Олімпійських іграх 2016, гра A11
Шаблон:Чоловічий турнір з хокею на траві на літніх Олімпійських іграх 2016, гра A13

### Жіночий турнір
Squad
Шаблон:Склад жіночої збірної Великої Британії з хокею на траві на літніх Олімпійських іграх 2016
Груповий етап
Шаблон:Підсумкова таблиця в групі B жіночого турніру з хокею на траві на літніх Олімпійських іграх 2016
Шаблон:Жіночий турнір з хокею на траві на літніх Олімпійських іграх 2016, гра B2
Шаблон:Жіночий турнір з хокею на траві на літніх Олімпійських іграх 2016, гра B5
Шаблон:Жіночий турнір з хокею на траві на літніх Олімпійських іграх 2016, гра B8
Шаблон:Жіночий турнір з хокею на траві на літніх Олімпійських іграх 2016, гра B12
Шаблон:Жіночий турнір з хокею на траві на літніх Олімпійських іграх 2016, гра B14
Чвертьфінал
Шаблон:Жіночий турнір з хокею на траві на літніх Олімпійських іграх 2016, гра C3
Півфінал
Шаблон:Жіночий турнір з хокею на траві на літніх Олімпійських іграх 2016, гра D2
Гонка за золоту медаль
Шаблон:Жіночий турнір з хокею на траві на літніх Олімпійських іграх 2016, гра E2

## Гольф
| Спортсмен       | Дисципліна | Раунд 1   | Раунд 2   | Раунд 3   | Раунд 4   | Загалом   | Загалом | Загалом |
| Спортсмен       | Дисципліна | Результат | Результат | Результат | Результат | Результат | Пар     | Місце   |
| --------------- | ---------- | --------- | --------- | --------- | --------- | --------- | ------- | ------- |
| Джастін Роуз    | чоловіки   | 67        | 69        | 65        | 67        | 268       | −16     | 1       |
| Денні Віллетт   | чоловіки   | 71        | 70        | 69        | 74        | 284       | E       | =37     |
| Чарлі Галл      | жінки      | 68        | 66        | 74        | 68        | 276       | −8      | =7      |
| Картіона Меттью | жінки      | 71        | 66        | 77        | 70        | 284       | E       | 29      |

## Гімнастика

### Спортивна гімнастика
Чоловіки
Командна першість
| Спортсмен      | Дисципліна | Кваліфікація | Кваліфікація | Кваліфікація | Кваліфікація | Кваліфікація | Кваліфікація | Кваліфікація | Кваліфікація | Фінал  | Фінал  | Фінал  | Фінал  | Фінал  | Фінал  | Фінал   | Фінал |        |        |        |     |     |     |
| Спортсмен      | Дисципліна | Вправа       | Вправа       | Вправа       | Вправа       | Вправа       | Вправа       | Загалом      | Місце        | Вправа | Вправа | Вправа | Вправа | Вправа | Вправа | Загалом | Місце |        |        |        |     |     |     |
| -------------- | ---------- | ------------ | ------------ | ------------ | ------------ | ------------ | ------------ | ------------ | ------------ | ------ | ------ | ------ | ------ | ------ | ------ | ------- | ----- | ------ | ------ | ------ | --- | --- | --- |
| Спортсмен      | Дисципліна | Брінн Бівен  | Команда      | 14.233       | 14.733       | 14.333       | 14.133       | Загалом      | Місце        | 14.966 | 14.366 | 86.764 | 17     | Н/Д    | 14.866 | Загалом | Місце | 14.466 | 15.033 | 14.933 | Н/Д | Н/Д | Н/Д |
| Louis Smith    | Н/Д        | 15.700 Q     | Команда      | Н/Д          | Н/Д          | Н/Д          | Н/Д          | Н/Д          | Н/Д          | Н/Д    | 14.766 | Н/Д    | Н/Д    | Н/Д    | Н/Д    |         |       |        |        |        |     | Н/Д | Н/Д |
| Крістіан Томас | 15.233 Q   | Н/Д          | Команда      | 14.166       | 14.233       | Н/Д          | 14.900       | Н/Д          | Н/Д          | 15.033 | Н/Д    | Н/Д    | 15.400 | Н/Д    | 14.833 |         |       |        |        |        |     | Н/Д | Н/Д |
| Макс Вітлок    | 15.500 Q   | 15.800 Q     | Команда      | 14.600       | 13.700       | 15.066       | 13.566       | 88.232       | 12 Q         | 15.400 | 15.991 | 14.500 | 14.966 | 14.500 | 14.500 |         |       |        |        |        |     | Н/Д | Н/Д |
| Найл Вілсон    | 15.066     | 14.133       | Команда      | 14.941       | 14.700       | 14.900       | 15.500 Q     | 89.240       | 5 Q          | 14.666 | Н/Д    | 15.100 | Н/Д    | 15.133 | 15.666 |         |       |        |        |        |     | Н/Д | Н/Д |
| Загалом        | 45.799     | 46.233       | Команда      | 43.874       | 43.066       | 44.932       | 44.766       | 268.670      | 3 Q          | 45.099 | 45.623 | 44.066 | 45.399 | 44.566 | 44.999 | 269.752 | 4     |        |        |        |     |     |     |

Індивідуальні фінали
| Спортсмен      | Дисципліна         | Вправа      | Вправа | Вправа | Вправа | Вправа | Вправа | Загалом | Місце |        |   |
| -------------- | ------------------ | ----------- | ------ | ------ | ------ | ------ | ------ | ------- | ----- | ------ | - |
| Спортсмен      | Дисципліна         | Louis Smith | Кінь   | Н/Д    | 15.833 | Н/Д    | Н/Д    | Н/Д     | Н/Д   | 15.833 | 2 |
| Крістіан Томас | Вільні вправи      | 15.058      | Н/Д    | Н/Д    | Н/Д    | Н/Д    | Н/Д    | 15.058  | 7     |        |   |
| Макс Вітлок    | Абсолютна першість | 15.200      | 15.875 | 14.733 | 15.133 | 15.000 | 14.700 | 90.641  | 3     |        |   |
| Макс Вітлок    | Вільні вправи      | 15.633      | Н/Д    | Н/Д    | Н/Д    | Н/Д    | Н/Д    | 15.633  | 1     |        |   |
| Макс Вітлок    | Кінь               | Н/Д         | 15.966 | Н/Д    | Н/Д    | Н/Д    | Н/Д    | 15.966  | 1     |        |   |
| Найл Вілсон    | Абсолютна першість | 14.900      | 14.066 | 14.933 | 15.000 | 15.700 | 14.966 | 89.565  | 8     |        |   |
| Найл Вілсон    | Перекладина        | Н/Д         | Н/Д    | Н/Д    | Н/Д    | Н/Д    | 15.466 | 15.466  | 3     |        |   |

Жінки
Командна першість
| Спортсменка       | Дисципліна | Кваліфікація | Кваліфікація | Кваліфікація | Кваліфікація | Кваліфікація | Кваліфікація | Фінал  | Фінал  | Фінал  | Фінал  | Фінал   | Фінал |        |        |        |        |     |     |
| Спортсменка       | Дисципліна | Вправа       | Вправа       | Вправа       | Вправа       | Загалом      | Місце        | Вправа | Вправа | Вправа | Вправа | Загалом | Місце |        |        |        |        |     |     |
| ----------------- | ---------- | ------------ | ------------ | ------------ | ------------ | ------------ | ------------ | ------ | ------ | ------ | ------ | ------- | ----- | ------ | ------ | ------ | ------ | --- | --- |
| Спортсменка       | Дисципліна | Елісса Дауні | Команда      | 14.833       | 14.633       | Загалом      | Місце        | 14.500 | 12.500 | 56.466 | 24 Q   | Загалом | Місце | 15.133 | 14.633 | 13.366 | 14.133 | Н/Д | Н/Д |
| Ребекка Дауні     | Н/Д        | 15.233       | Команда      | 13.300       | Н/Д          | Н/Д          | Н/Д          | Н/Д    | 15.400 | 14.166 | Н/Д    |         |       |        |        |        |        | Н/Д | Н/Д |
| Клаудія Фрагапане | 14.766     | 12.533       | Команда      | 13.400       | 14.333       | 55.032       | 30           | 14.700 | Н/Д    | 14.433 | 14.166 |         |       |        |        |        |        | Н/Д | Н/Д |
| Рубі Гаррольд     | 14.600     | 14.800       | Команда      | Н/Д          | 13.633       | Н/Д          | Н/Д          | Н/Д    | 14.833 | Н/Д    | Н/Д    |         |       |        |        |        |        | Н/Д | Н/Д |
| Емі Тінклер       | 14.833     | Н/Д          | Команда      | 14.500       | 14.600 Q     | Н/Д          | Н/Д          | 14.933 | Н/Д    | Н/Д    | 14.466 |         |       |        |        |        |        | Н/Д | Н/Д |
| Загалом           | 44.432     | 44.666       | Команда      | 42.400       | 42.566       | 174.064      | 4 Q          | 44.766 | 44.866 | 41.965 | 42.765 | 174.362 | 5     |        |        |        |        |     |     |

Індивідуальні фінали
| Спортсмен   | Дисципліна    | Вправа       | Вправа             | Вправа | Вправа | Загалом | Місце |        |        |        |    |
| ----------- | ------------- | ------------ | ------------------ | ------ | ------ | ------- | ----- | ------ | ------ | ------ | -- |
| Спортсмен   | Дисципліна    | Елісса Дауні | Абсолютна першість | 15.100 | 13.783 | Загалом | Місце | 13.700 | 14.300 | 56.883 | 13 |
| Емі Тінклер | Вільні вправи | Н/Д          | Н/Д                | Н/Д    | 14.933 | 14.933  | 3     |        |        |        |    |

### Стрибки на батуті
| Спортсмен          | Дисципліна | Кваліфікація | Кваліфікація | Фінал           | Фінал           |
| Спортсмен          | Дисципліна | Результат    | Місце        | Результат       | Місце           |
| ------------------ | ---------- | ------------ | ------------ | --------------- | --------------- |
| Натан Бейлі        | чоловіки   | 106.795      | 9            | Завершив виступ | Завершив виступ |
| Бріоні Пейдж       | жінки      | 100.075      | 7 Q          | 56.040          | 2               |
| Katherine Driscoll | жінки      | 100.295      | 5 Q          | 53.645          | 6               |

## Дзюдо
Чоловіки
| Спортсмен         | Категорія | 1/32 фіналу        | 1/16 фіналу                   | 1/8 фіналу             | Чвертьфінали       | Півфінали          | Втішний поєдинок   | Фінал / БМ         | Фінал / БМ      |
| Спортсмен         | Категорія | Суперник Результат | Суперник Результат            | Суперник Результат     | Суперник Результат | Суперник Результат | Суперник Результат | Суперник Результат | Місце           |
| ----------------- | --------- | ------------------ | ----------------------------- | ---------------------- | ------------------ | ------------------ | ------------------ | ------------------ | --------------- |
| Ешлі Маккензі     | до 60 кг  | Bye                | Озлю (TUR) W 003–000          | Сметов (KAZ) L 000–001 | Завершив виступ    | Завершив виступ    | Завершив виступ    | Завершив виступ    | Завершив виступ |
| Колін Оутс        | до 66 кг  | Bye                | Le Blouch (FRA) L 000–000 YUS | Завершив виступ        | Завершив виступ    | Завершив виступ    | Завершив виступ    | Завершив виступ    | Завершив виступ |
| Бенджамін Флетчер | до 100 кг | Bye                | Гвініашвілі (GEO) L 000–100   | Завершив виступ        | Завершив виступ    | Завершив виступ    | Завершив виступ    | Завершив виступ    | Завершив виступ |

Жінки
| Спортсменка        | Категорія | 1/16 фіналу                | 1/8 фіналу                  | Чвертьфінали             | Півфінали               | Втішний поєдинок        | Фінал / БМ           | Фінал / БМ       |
| Спортсменка        | Категорія | Суперниця Результат        | Суперниця Результат         | Суперниця Результат      | Суперниця Результат     | Суперниця Результат     | Суперниця Результат  | Місце            |
| ------------------ | --------- | -------------------------- | --------------------------- | ------------------------ | ----------------------- | ----------------------- | -------------------- | ---------------- |
| Некода Сміт-Дейвіс | до 57 кг  | Фільцмозер (AUT) W 001–000 | Пав'я (FRA) L 000–010       | Завершила виступ         | Завершила виступ        | Завершила виступ        | Завершила виступ     | Завершила виступ |
| Аліс Шлезінгер     | до 63 кг  | Bak J-y (KOR) W 100–000    | ван Емден (NED) L 000–000 S | Завершила виступ         | Завершила виступ        | Завершила виступ        | Завершила виступ     | Завершила виступ |
| Саллі Конвей       | до 70 кг  | Мілед (TUN) W 100–000      | Еман (FRA) W 100–001        | Болдер (ISR) W 100–000   | Альвеар (COL) L 000–010 | Bye                     | Граф (AUT) W 001–000 | 3                |
| Наталі Пауел       | до 78 кг  | Bye                        | Мазус (GAB) W 100–000       | Тшемео (FRA) L 000–000 S | Завершила виступ        | Мальцан (GER) L 000–100 | Завершила виступ     | 7                |

## Сучасне п'ятиборство
| Спортсмен      | Дисципліна | Фехтування (шпага, один дотик) | Фехтування (шпага, один дотик) | Фехтування (шпага, один дотик) | Фехтування (шпага, один дотик) | Плавання (200 м вільним стилем) | Плавання (200 м вільним стилем) | Плавання (200 м вільним стилем) | Верхова їзда (конкур) | Верхова їзда (конкур) | Верхова їзда (конкур) | Комбіновано: стрільба/біг (10 м, пневматичний пістолет)/(3200 м) | Комбіновано: стрільба/біг (10 м, пневматичний пістолет)/(3200 м) | Комбіновано: стрільба/біг (10 м, пневматичний пістолет)/(3200 м) | Загалом очок | Підсумкове місце |
| Спортсмен      | Дисципліна | RR                             | BR                             | Місце                          | Очки                           | Час                             | Місце                           | Очки                            | Штрафні очки          | Місце                 | Очки                  | Час                                                              | Місце                                                            | MP Points                                                        | Загалом очок | Підсумкове місце |
| -------------- | ---------- | ------------------------------ | ------------------------------ | ------------------------------ | ------------------------------ | ------------------------------- | ------------------------------- | ------------------------------- | --------------------- | --------------------- | --------------------- | ---------------------------------------------------------------- | ---------------------------------------------------------------- | ---------------------------------------------------------------- | ------------ | ---------------- |
| Джо Чунг       | чоловіки   | 22–13                          | 2                              | 8                              | 222                            | 1:58.50                         | 3                               | 345                             | 7                     | 8                     | 293                   | 11:51.59                                                         | 29                                                               | 589                                                              | 1451         | 9                |
| Jamie Cooke    | чоловіки   | 14–21                          | 1                              | 28                             | 184                            | 1:55:60 OR                      | 1                               | 354                             | 7                     | 11                    | 288                   | 11:31.07                                                         | 20                                                               | 609                                                              | 1436         | 14               |
| Кейт Френч     | жінки      | 17–18                          | 0                              | 18                             | 202                            | 2:16.17                         | 15                              | 292                             | 0                     | 1                     | 300                   | 12:43.08                                                         | 8                                                                | 537                                                              | 1331         | 5*               |
| Саманта Маррей | жінки      | 14–21                          | 8                              | 25                             | 192                            | 2:10.81                         | 4                               | 308                             | 21                    | 22                    | 279                   | 12:38.54                                                         | 7                                                                | 542                                                              | 1321         | 8*               |

 * Promoted following the disqualification of a higher-ranked modern pentathlete for doping.

## Академічне веслування
Чоловіки
| Спортсмен | Дисципліна               | Заїзди  | Заїзди | Втішний заплив | Втішний заплив | Чвертьфінали | Чвертьфінали | Півфінали | Півфінали | Фінал   | Фінал |
| Спортсмен | Дисципліна               | Час     | Місце  | Час            | Місце          | Час          | Місце        | Час       | Місце     | Час     | Місце |
| --- | ------------------------ | ------- | ------ | -------------- | -------------- | ------------ | ------------ | --------- | --------- | ------- | ----- |
| Alan Campbell | Парні одиночки           | 7:08.31 | 1 QF   | Bye            | Bye            | 6:49.41      | 2 SA/B       | 7:09.54   | 4 FB      | DNS     | 12    |
| Стюарт Іннес Алан Сінклер                                                                                                   | Двійки                   | 6:50.77 | 2 SA/B | Bye            | Bye            | Н/Д          | Н/Д          | 6:26.37   | 2 FA      | 7.07.99 | 4     |
| Джон Коллінз Джонатан Волтон                                                                                                | Парні двійки             | 6:43.93 | 4 R    | 6:19.60        | 1 SA/B         | Н/Д          | Н/Д          | 6:13.83   | 3 FA      | 7:01.25 | 5     |
| Richard Chambers Вілл Флетчер                                                                                               | Парні двійки, легка вага | 6:25.62 | 2 SA/B | Bye            | Bye            | Н/Д          | Н/Д          | 6:38.76   | 4 FB      | 6:28.81 | 7     |
| Алекс Грегорі Константін Лулудіс Джордж Неш Мохамед Сбігі                                                                   | Четвірки                 | 5:55.59 | 1 SA/B | Bye            | Bye            | Н/Д          | Н/Д          | 6:17.13   | 1 FA      | 5:58.61 | 1     |
| Марк Елдред Chris Bartley Пітер Чемберс Джонатан Клегг                                                                      | Четвірки, легка вага     | 6:01.27 | 2 SA/B | Bye            | Bye            | Н/Д          | Н/Д          | 6:10.46   | 4 FB      | 6:31.54 | 7     |
| Ангус Грум Пітер Ламберт Сем Таунсенд Джек Бомон                                                                            | Парні четвірки           | 5:52.77 | 4 R    | 5:53.10        | 2 FA           | Н/Д          | Н/Д          | Н/Д       | Н/Д       | 6:13.08 | 5     |
| Paul Bennett Скотт Дюрант Метт Готрел Метт Ленгрідж Том Ренслі Піт Рід Вільям Сетч Ендрю Тріггс Годж Фелан Гілл (стерновий) | Eight                    | 5:34.23 | 1 FA   | Bye            | Bye            | Н/Д          | Н/Д          | Н/Д       | Н/Д       | 5:29.63 | 1     |

Жінки
| Спортсменка | Дисципліна               | Заїзди  | Заїзди | Втішний заплив | Втішний заплив | Півфінали | Півфінали | Фінал   | Фінал |
| Спортсменка | Дисципліна               | Час     | Місце  | Час            | Місце          | Час       | Місце     | Час     | Місце |
| --- | ------------------------ | ------- | ------ | -------------- | -------------- | --------- | --------- | ------- | ----- |
| Гелен Гловер Гезер Стеннінг | Двійки                   | 7:05.05 | 1 SA/B | Bye            | Bye            | 7:18.69   | 1 FA      | 7:18.29 | 1     |
| Кетрін Грейнджер Вікторія Торнлі | Парні двійки             | 7:05.32 | 2 SA/B | Bye            | Bye            | 6:52.47   | 2 FA      | 7:41.05 | 2     |
| Кетрін Коупленд Шарлотт Тейлор | Парні двійки, легка вага | 7:10.25 | 5 R    | 8:05.70        | 3 SC/D         | 7:59.11   | 1 FC      | 7:37.89 | 14    |
| Карен Беннетт Олівія Карнегі-Браун Джессіка Едді Кетрін Грівс Френсіс Готон Зої Лі Поллі Свонн Melanie Wilson Зої де Толедо (стерновий) | Eight                    | 6:09.52 | 1 FA   | Bye            | Bye            | Н/Д       | Н/Д       | 6:03.98 | 2     |

Пояснення до кваліфікації: FA=Фінал A (за медалі); FB=Фінал B (не за медалі); FC=Фінал C (не за медалі); FD=Фінал D (не за медалі); FE=Фінал E (не за медалі); FF=Фінал F (не за медалі); SA/B=Півфінали A/B; SC/D=Півфінали C/D; SE/F=Півфінали E/F; QF=Чвертьфінали; R=Потрапив у втішний заплив

## Регбі-7

### Чоловічий турнір
Squad
Шаблон:Склад чоловічої збірної Великої Британії з регбі-7 на літніх Олімпійських іграх 2016
Груповий етап
Шаблон:Підсумкова таблиця в групі C чоловічого турніру з регбі-7 на літніх Олімпійських іграх 2016
Шаблон:Чоловічий турнір з регбі-7 на літніх Олімпійських іграх 2016, гра C1
Шаблон:Чоловічий турнір з регбі-7 на літніх Олімпійських іграх 2016, гра C3
Шаблон:Чоловічий турнір з регбі-7 на літніх Олімпійських іграх 2016, гра C6
Чвертьфінал
Шаблон:Чоловічий турнір з регбі-7 на літніх Олімпійських іграх 2016, гра D3
Півфінал
Шаблон:Чоловічий турнір з регбі-7 на літніх Олімпійських іграх 2016, гра G2
Гонка за золоту медаль
Шаблон:Чоловічий турнір з регбі-7 на літніх Олімпійських іграх 2016, гра H2

### Жіночий турнір
Squad
Шаблон:Склад жіночої збірної Великої Британії з регбі-7 на літніх Олімпійських іграх 2016
Груповий етап
Шаблон:Підсумкова таблиця в групі C жіночого турніру з регбі-7 на літніх Олімпійських іграх 2016
Шаблон:Жіночий турнір з регбі-7 на літніх Олімпійських іграх 2016, гра C1
Шаблон:Жіночий турнір з регбі-7 на літніх Олімпійських іграх 2016, гра C3
Шаблон:Жіночий турнір з регбі-7 на літніх Олімпійських іграх 2016, гра C6
Чвертьфінал
Шаблон:Жіночий турнір з регбі-7 на літніх Олімпійських іграх 2016, гра D3
Півфінал
Шаблон:Жіночий турнір з регбі-7 на літніх Олімпійських іграх 2016, гра G2
Матч за бронзову медаль
Шаблон:Жіночий турнір з регбі-7 на літніх Олімпійських іграх 2016, гра H1

## Вітрильний спорт
Чоловіки
| Спортсмен               | Дисципліна | Заплив | Заплив | Заплив | Заплив | Заплив | Заплив | Заплив | Заплив | Заплив | Заплив | Заплив | Заплив | Заплив | Очки | Підсумкове місце |
| Спортсмен               | Дисципліна | 1      | 2      | 3      | 4      | 5      | 6      | 7      | 8      | 9      | 10     | 11     | 12     | M*     | Очки | Підсумкове місце |
| ----------------------- | ---------- | ------ | ------ | ------ | ------ | ------ | ------ | ------ | ------ | ------ | ------ | ------ | ------ | ------ | ---- | ---------------- |
| Нік Демпсі              | RS:X       | 1      | 1      | 2      | 1      | 4      | 8 RDG  | 2      | 5      | 8      | 5      | 7      | 8      | 8      | 52   | 2                |
| Нік Томпсон             | Лазер      | 8      | 17     | 9      | 15     | 2      | 1      | 24     | 7      | 6      | 22     | Н/Д    | Н/Д    | 16     | 103  | 6                |
| Джайлс Скотт            | Фінн       | 17     | 3      | 2      | 1      | 11     | 1      | 1      | 3      | 8      | 2      | Н/Д    | Н/Д    | 4      | 36   | 1                |
| Кріс Грубе Люк Пейшенс  | 470        | 21     | 5      | 5      | 6      | 1      | 27     | 20     | 4      | 3      | 4      | Н/Д    | Н/Д    | 6      | 75   | 5                |
| Ділан Флетчер Ален Сайн | 49er       | 15     | 10     | 7      | 20     | 14     | 4      | 5      | 6      | 9      | 1      | 6      | 3      | 20     | 100  | 6                |

Жінки
| Спортсменка                   | Дисципліна   | Заплив | Заплив | Заплив | Заплив | Заплив | Заплив | Заплив | Заплив | Заплив | Заплив | Заплив | Заплив | Заплив | Очки | Підсумкове місце |
| Спортсменка                   | Дисципліна   | 1      | 2      | 3      | 4      | 5      | 6      | 7      | 8      | 9      | 10     | 11     | 12     | M*     | Очки | Підсумкове місце |
| ----------------------------- | ------------ | ------ | ------ | ------ | ------ | ------ | ------ | ------ | ------ | ------ | ------ | ------ | ------ | ------ | ---- | ---------------- |
| Брайоні Шоу                   | RS:X         | 7      | 20     | 9      | 7      | 14     | 12     | 3      | 5      | 2      | 4      | 4      | 4      | 12     | 83   | 9                |
| Алісон Янг                    | Лазер радіал | 13     | 17     | 12     | 26     | 6      | 9      | 7      | 10     | 16     | 1      | Н/Д    | Н/Д    | 2      | 93   | 8                |
| Саскія Кларк Ганна Міллс      | 470          | 4      | 7      | 1      | 6      | 1      | 8      | 1      | 3      | 2      | 3      | Н/Д    | Н/Д    | 16     | 44   | 1                |
| Софі Ейнсворт Шарлотта Добсон | 49erFX       | 2      | 11     | 5      | 8      | 7      | 10     | 2      | 5      | 9      | 15     | 14     | 8      | 20     | 101  | 8                |

Змішаний
| Спортсмен                | Дисципліна | Заплив | Заплив | Заплив | Заплив | Заплив | Заплив | Заплив | Заплив | Заплив | Заплив | Заплив | Заплив | Заплив | Очки | Підсумкове місце |
| Спортсмен                | Дисципліна | 1      | 2      | 3      | 4      | 5      | 6      | 7      | 8      | 9      | 10     | 11     | 12     | M*     | Очки | Підсумкове місце |
| ------------------------ | ---------- | ------ | ------ | ------ | ------ | ------ | ------ | ------ | ------ | ------ | ------ | ------ | ------ | ------ | ---- | ---------------- |
| Бен Сакстон Нікола Гровс | Nacra 17   | 3      | 4      | 2      | 7      | 5      | 3      | 13     | 12     | 16     | 15     | 15     | 12     | 18     | 109  | 9                |

M = Медальний заплив; RDG = Redress given; EL = Вибув – не потрапив до медального запливу

## Стрільба
| Спортсмен          | Дисципліна                                    | Кваліфікація | Кваліфікація | Півфінал         | Півфінал         | Фінал            | Фінал            |
| Спортсмен          | Дисципліна                                    | Очки         | Місце        | Очки             | Місце            | Очки             | Місце            |
| ------------------ | --------------------------------------------- | ------------ | ------------ | ---------------- | ---------------- | ---------------- | ---------------- |
| Тімоті Ніл         | дубль-трап (чоловіки)                         | 139          | 3 Q          | 26 (+2)          | 3 q              | 28               | 4                |
| Едвард Лінг        | трап (чоловіки)                               | 120          | 2 Q          | 12 (+3)          | 4 q              | 13               | 3                |
| Стівен Скотт       | дубль-трап (чоловіки)                         | 138          | 4 Q          | 26 (+2)          | 3 q              | 30               | 3                |
| Елена Аллен        | скит (жінки)                                  | 64           | 14           | Завершила виступ | Завершила виступ | Завершила виступ | Завершила виступ |
| Ембер Гілл         | скит (жінки)                                  | 70           | 5 Q          | 13               | 6                | Завершив виступ  | Завершив виступ  |
| Дженніфер Макінтош | пневматична гвинтівка, 10 метрів (жінки)      | 414.7        | 15           | Н/Д              | Н/Д              | Завершила виступ | Завершила виступ |
| Дженніфер Макінтош | гвинтівка з трьох положень, 50 метрів (жінки) | 578          | 18           | Н/Д              | Н/Д              | Завершила виступ | Завершила виступ |

Пояснення до кваліфікації: Q = Пройшов у наступне коло; q = Кваліфікувався щоб змагатись у поєдинку за бронзову медаль

## Плавання
Чоловіки
| Спортсмен                                                           | Дисципліна                        | Попередній заплив | Попередній заплив | Півфінал        | Півфінал        | Фінал           | Фінал           |
| Спортсмен                                                           | Дисципліна                        | Час               | Місце             | Час             | Місце           | Час             | Місце           |
| ------------------------------------------------------------------- | --------------------------------- | ----------------- | ----------------- | --------------- | --------------- | --------------- | --------------- |
| Крейг Бенсон                                                        | 200 м брасом                      | 2:11.19           | 15 Q              | 2:10.93         | 13              | Завершив виступ | Завершив виступ |
| Джек Бернелл                                                        | 10 км                             | Н/Д               | Н/Д               | Н/Д             | Н/Д             | DSQ             | DSQ             |
| Джеймс Гай                                                          | 200 м вільним стилем              | 1:46.13           | 5 Q               | 1:46.23         | 8 Q             | 1:45.49         | 4               |
| Джеймс Гай                                                          | 400 м вільним стилем              | 3:45.31           | 5 Q               | Н/Д             | Н/Д             | 3:44.68         | 6               |
| Джеймс Гай                                                          | 100 м батерфляєм                  | 51.78             | =8 Q              | 52.10           | 14              | Завершив виступ | Завершив виступ |
| Камерен Керл                                                        | 200 м вільним стилем              | 1:49.08           | 35                | Завершив виступ | Завершив виступ | Завершив виступ | Завершив виступ |
| Макс Літчфілд                                                       | 400 м комплексом                  | 4:11.95           | 5 Q               | Н/Д             | Н/Д             | 4:11.62         | 4               |
| Ієн Ллойд                                                           | 200 м комплексом                  | 1:59.74           | 15 Q              | 1:59.49         | 10              | Завершив виступ | Завершив виступ |
| Stephen Milne                                                       | 400 м вільним стилем              | 3:46.00           | 17                | Н/Д             | Н/Д             | Завершив виступ | Завершив виступ |
| Stephen Milne                                                       | 1500 м вільним стилем             | 14:57.23          | 10                | Н/Д             | Н/Д             | Завершив виступ | Завершив виступ |
| Росс Мердок                                                         | 100 м брасом                      | 59.47             | 3 Q               | 1:00.05         | 11              | Завершив виступ | Завершив виступ |
| Адам Піті                                                           | 100 м брасом                      | 57.55 WR          | 1 Q               | 57.62           | 1 Q             | 57.13 WR        | 1               |
| Бенджамін Прауд                                                     | 50 м вільним стилем               | 21.83             | 7 Q               | 21.54 NR        | 5 Q             | 21.68           | 4               |
| Бенджамін Прауд                                                     | 100 м вільним стилем              | 49.14             | 29                | Завершив виступ | Завершив виступ | Завершив виступ | Завершив виступ |
| Данкан Скотт                                                        | 100 м вільним стилем              | 48.01 NR          | 3 Q               | 48.20           | 7 Q             | 48.01           | 5               |
| Тімоті Шаттлворт                                                    | 1500 м вільним стилем             | 15:13.01          | 27                | Н/Д             | Н/Д             | Завершив виступ | Завершив виступ |
| Кріс Вокер-Гебборн                                                  | 100 м на спині                    | 53.54             | 10 Q              | 53.75           | 11              | Завершив виступ | Завершив виступ |
| Daniel Wallace                                                      | 200 м комплексом                  | 1:59.44           | 11 Q              | 1:57.97         | 5 Q             | 1:58.54         | 8               |
| Ендрю Вілліс                                                        | 200 м брасом                      | 2:08.92           | 3 Q               | 2:07.73         | 2 Q             | 2:07.78         | 4               |
| Джеймс Гай Stephen Milne Роберт Ренвік* Данкан Скотт Daniel Wallace | Естафета 4 × 200 м вільним стилем | 7:06.31           | 1 Q               | Н/Д             | Н/Д             | 7:03.13 NR      | 2               |
| Джеймс Гай Адам Піті Данкан Скотт Кріс Вокер-Гебборн                | Естафета 4 × 100 м комплексом     | 3:30.47 NR        | 1 Q               | Н/Д             | Н/Д             | 3:29.24 NR      | 2               |

* – Позначає, що спортсменка взяла участь у попередніх запливах, але не у фіналі.
Ті, хто кваліфікувався у наступні стадії (Q) всі дисциплін, визначались лише за часом, тож показані місця відносно взагалі всіх спортсменів у цій дисципліні, а не окремому запливі.
Жінки
| Язмін Карлін                                                  | 400 м вільним стилем              | 4:02.88 | 2 Q  | Н/Д              | Н/Д              | 4:01.23          | 2                |                  |                  |
| Язмін Карлін                                                  | 800 м вільним стилем              | 8:19.67 | 3 Q  | Н/Д              | Н/Д              | 8:16.17          | 2                |                  |                  |
| Джорджія Коутс                                                | 200 м вільним стилем              | 1:59.33 | 27   | Завершила виступ | Завершила виступ | Завершила виступ | Завершила виступ | Завершила виступ | Завершила виступ |
| Джорджія Девіс                                                | 100 м на спині                    | 59.86   | 7 Q  | 59.85            | 10               | Завершила виступ | Завершила виступ |                  |                  |
| Еллі Фолкнер                                                  | 200 м вільним стилем              | 2:00.51 | 32   | Завершила виступ | Завершила виступ | Завершила виступ | Завершила виступ | Завершила виступ | Завершила виступ |
| Франческа Голсолл                                             | 50 м вільним стилем               | 24.26   | 2 Q  | 24.41            | 4 Q              | 24.14            | 4                |                  |                  |
| Камілла Геттерслі                                             | 800 м вільним стилем              | 8:33.65 | 15   | Н/Д              | Н/Д              | Завершила виступ | Завершила виступ |                  |                  |
| Ганна Майлі                                                   | 200 м комплексом                  | 2:11.84 | 12 Q | 2:12.15          | =12              | Завершила виступ | Завершила виступ |                  |                  |
| Ганна Майлі                                                   | 400 м комплексом                  | 4:33.74 | 4 Q  | Н/Д              | Н/Д              | 4:32.54          | 4                |                  |                  |
| Шівон-Марі О'Коннор                                           | 200 м комплексом                  | 2:08.44 | 2 Q  | 2:07.57 NR       | 1 Q              | 2:06.88 NR       | 2                |                  |                  |
| Кері-Енн Пейн                                                 | 10 км                             | Н/Д     | Н/Д  | Н/Д              | Н/Д              | 1:57:23.9        | 7                |                  |                  |
| Моллі Реншов                                                  | 100 м брасом                      | 1:07.92 | 23   | Завершила виступ | Завершила виступ | Завершила виступ | Завершила виступ |                  |                  |
| Моллі Реншов                                                  | 200 м брасом                      | 2:23.37 | 5 Q  | 2:22.33 NR       | 3 Q              | 2:22.72          | 6                |                  |                  |
| Хлої Таттон                                                   | 100 м брасом                      | 1:06.88 | 12 Q | 1:07.29          | 12               | Завершила виступ | Завершила виступ |                  |                  |
| Хлої Таттон                                                   | 200 м брасом                      | 2:23.34 | 4 Q  | 2:22.71          | 7 Q              | 2:22.34          | 4                |                  |                  |
| Еймі Віллмотт                                                 | 200 м батерфляєм                  | 2:09.71 | 19   | Завершила виступ | Завершила виступ | Завершила виступ | Завершила виступ |                  |                  |
| Еймі Віллмотт                                                 | 400 м комплексом                  | 4:34.08 | 5 Q  | Н/Д              | Н/Д              | 4:35.04          | 7                |                  |                  |
| Язмін Карлін Джорджія Коутс Еллі Фолкнер Камілла Геттерслі    | Естафета 4 × 200 м вільним стилем | 7:54.17 | 9    | Н/Д              | Н/Д              | Завершила виступ | Завершила виступ |                  |                  |
| Джорджія Коутс Джорджія Девіс Шівон-Марі О'Коннор Хлої Таттон | Естафета 4 × 100 м комплексом     | 3:59.34 | 8 Q  | Н/Д              | Н/Д              | 3:56.96 NR       | 7                |                  |                  |

Ті, хто кваліфікувався у наступні стадії (Q) всі дисциплін, визначались лише за часом, тож показані місця відносно взагалі всіх спортсменів у цій дисципліні, а не окремому запливі.

## Синхронне плавання
| Спортсменка                | Дисципліна | Довільна програма (попередня) | Довільна програма (попередня) | Обов'язкова програма | Обов'язкова програма             | Обов'язкова програма | Довільна програма (фінал) | Довільна програма (фінал)        | Довільна програма (фінал) |
| Спортсменка                | Дисципліна | Очки                          | Місце                         | Очки                 | Загалом (обов'язкова + довільна) | Місце                | Очки                      | Загалом (обов'язкова + довільна) | Місце                     |
| -------------------------- | ---------- | ----------------------------- | ----------------------------- | -------------------- | -------------------------------- | -------------------- | ------------------------- | -------------------------------- | ------------------------- |
| Кеті Кларк Олівія Федерісі | Дуети      | 79.9667                       | 18                            | 80.7650              | 160.7317                         | 17                   | Завершила виступ          | Завершила виступ                 | Завершила виступ          |

## Настільний теніс
| Спортсмен                                | Дисципліна                   | Попередній раунд   | Раунд 1                 | Раунд 2             | Раунд 3              | 1/8 фіналу           | Чвертьфінали       | Півфінали          | Фінал / БМ         | Фінал / БМ      |
| Спортсмен                                | Дисципліна                   | Суперник Результат | Суперник Результат      | Суперник Результат  | Суперник Результат   | Суперник Результат   | Суперник Результат | Суперник Результат | Суперник Результат | Місце           |
| ---------------------------------------- | ---------------------------- | ------------------ | ----------------------- | ------------------- | -------------------- | -------------------- | ------------------ | ------------------ | ------------------ | --------------- |
| Paul Drinkhall                           | одиночний розряд (чоловіки)  | Bye                | Karakašević (SRB) W 4–1 | Gao N (SIN) W 4–3   | Gaćina (CRO) W 4–2   | Самсонов (BLR) L 2–4 | Завершив виступ    | Завершив виступ    | Завершив виступ    | Завершив виступ |
| Liam Pitchford                           | одиночний розряд (чоловіки)  | Bye                | Bye                     | Kenjaev (UZB) W 4–1 | Jung Y-s (KOR) L 1–4 | Завершив виступ      | Завершив виступ    | Завершив виступ    | Завершив виступ    | Завершив виступ |
| Paul Drinkhall Liam Pitchford Sam Walker | командна першість (чоловіки) | Н/Д                | Н/Д                     | Н/Д                 | Н/Д                  | Франція (FRA) W 3–2  | Китай (CHN) L 0–3  | Завершив виступ    | Завершив виступ    | Завершив виступ |

## Тхеквондо
| Спортсмен       | Категорія              | 1/8 фіналу                 | Чвертьфінали            | Півфінали                | Втішний поєдинок   | Фінал / БМ          | Фінал / БМ |
| Спортсмен       | Категорія              | Суперник Результат         | Суперник Результат      | Суперник Результат       | Суперник Результат | Суперник Результат  | Місце      |
| --------------- | ---------------------- | -------------------------- | ----------------------- | ------------------------ | ------------------ | ------------------- | ---------- |
| Лутало Мугаммад | до 80 кг (чоловіки)    | Шкара (AUS) W 14–0 PTG     | Лопес (USA) W 9–2       | Беігі (AZE) W 12–7       | Bye                | Cisse (CIV) L 6–8   | 2          |
| Магама Чо       | понад 80 кг (чоловіки) | Обаме (GAB) W 12–6         | Мардані (IRI) W 4–3 SUD | Ісаєв (AZE) L 1–4        | Bye                | Сікейра (BRA) L 4–5 | 5          |
| Джейд Джонс     | до 57 кг (жінки)       | Баккал (MAR) W 12–4        | Асемані (BEL) W 7–2     | Гласновіч (SWE) W 9–4    | Bye                | Калво (ESP) W 16–7  | 1          |
| Б'янка Волкден  | понад 67 кг (жінки)    | S Kassman (PNG) W 14–1 PTG | Мандич (SRB) W 5–0      | Zheng Sy (CHN) L 1–4 SUD | Bye                | Діслам (MAR) W 7–1  | 3          |

## Теніс
Чоловіки
| Спортсмен                    | Дисципліна       | 1/32 фіналу                | 1/16 фіналу                                | 1/8 фіналу                   | Чвертьфінали                       | Півфінали                 | Фінал / БМ                           | Фінал / БМ      |
| Спортсмен                    | Дисципліна       | Суперник Результат         | Суперник Результат                         | Суперник Результат           | Суперник Результат                 | Суперник Результат        | Суперник Результат                   | Місце           |
| ---------------------------- | ---------------- | -------------------------- | ------------------------------------------ | ---------------------------- | ---------------------------------- | ------------------------- | ------------------------------------ | --------------- |
| Кайл Едмунд                  | одиночний розряд | Томпсон (AUS) W 6–4, 6–2   | Daniel (JPN) L 6–4, 7–5                    | Завершив виступ              | Завершив виступ                    | Завершив виступ           | Завершив виступ                      | Завершив виступ |
| Енді Маррей                  | одиночний розряд | Троїцький (SRB) W 6–3, 6–2 | Монако (ARG) W 6–3, 6–1                    | Фоніні (ITA) W 6–1, 2–6, 6–3 | Джонсон (USA) W 6–0, 4–6, 7–6(7–2) | Нішікорі (JPN) W 6–1, 6–4 | del Potro (ARG) W 7–5, 4–6, 6–2, 7–5 | 1               |
| Colin Fleming Dominic Inglot | парний розряд    | Н/Д                        | González / Reyes-Varela (MEX) L 3–6, 0–6   | Завершив виступ              | Завершив виступ                    | Завершив виступ           | Завершив виступ                      | Завершив виступ |
| Енді Маррей Джеймі Маррей    | парний розряд    | Н/Д                        | Bellucci / Sá (BRA) L 6–7(6–8), 6–7(14–16) | Завершив виступ              | Завершив виступ                    | Завершив виступ           | Завершив виступ                      | Завершив виступ |

Жінки
| Спортсменка                | Дисципліна       | 1/32 фіналу                       | 1/16 фіналу                       | 1/8 фіналу                                | Чвертьфінали            | Півфінали           | Фінал / БМ          | Фінал / БМ       |
| Спортсменка                | Дисципліна       | Суперниця Результат               | Суперниця Результат               | Суперниця Результат                       | Суперниця Результат     | Суперниця Результат | Суперниця Результат | Місце            |
| -------------------------- | ---------------- | --------------------------------- | --------------------------------- | ----------------------------------------- | ----------------------- | ------------------- | ------------------- | ---------------- |
| Джоанна Конта              | одиночний розряд | Фогт (LIE) W 6–3, 6–1             | Гарсія (FRA) W 6–2, 6–3           | Кузнецова (RUS) W 3–6, 7–5, 7–5           | Кербер (GER) L 1–6, 2–6 | Завершила виступ    | Завершила виступ    | Завершила виступ |
| Гезер Вотсон               | одиночний розряд | Peng S (CHN) W 6–4, 6–7(5–7), 6–3 | Світоліна (UKR) L 3–6, 6–1, 3–6   | Завершила виступ                          | Завершила виступ        | Завершила виступ    | Завершила виступ    | Завершила виступ |
| Джоанна Конта Гезер Вотсон | парний розряд    | Н/Д                               | Янкович / Крунич (SRB) W 6–1, 6–2 | Chan H-c / Chan Y-j (TPE) L 6–3, 0–6, 4–6 | Завершила виступ        | Завершила виступ    | Завершила виступ    | Завершила виступ |

Змішаний
| Спортсмен                   | Дисципліна    | 1/8 фіналу                               | Чвертьфінали                     | Півфінали          | Фінал / БМ         | Фінал / БМ      |                 |
| Спортсмен                   | Дисципліна    | Суперник Результат                       | Суперник Результат               | Суперник Результат | Суперник Результат | Місце           |                 |
| --------------------------- | ------------- | ---------------------------------------- | -------------------------------- | ------------------ | ------------------ | --------------- | --------------- |
| Джоанна Конта Джеймі Маррей | парний розряд | Маттек-Сендс / Сок (USA) L 4–6, 3–6      | Завершив виступ                  | Завершив виступ    | Завершив виступ    | Завершив виступ |                 |
| Гезер Вотсон Енді Маррей    | парний розряд | Suárez Navarro / Феррер (ESP) W 6–3, 6–3 | Мірза / Бопанна (IND) L 4–6, 4–6 | Завершив виступ    | Завершив виступ    | Завершив виступ | Завершив виступ |

## Тріатлон
| Спортсмен        | Дисципліна | Плавання, 1,5 км | Перехід 1 | Велосипед, 40 км | Перехід 2    | Біг, 10 км   | Загалом Time | Місце        |
| ---------------- | ---------- | ---------------- | --------- | ---------------- | ------------ | ------------ | ------------ | ------------ |
| Гордон Бенсон    | чоловіки   | 18:09            | 0:53      | Не фінішував     | Не фінішував | Не фінішував | Не фінішував | Не фінішував |
| Алістер Браунлі  | чоловіки   | 17:24            | 0:50      | 55:04            | 0:34         | 31:09        | 1:45:01      | 1            |
| Джонатан Браунлі | чоловіки   | 17:24            | 0:50      | 55:04            | 0:33         | 31:16        | 1:45:07      | 2            |
| Вікі Голланд     | жінки      | 19:09            | 0:54      | 1:01:26          | 0:38         | 34:54        | 1:57:01      | 3            |
| Гелен Дженкінс   | жінки      | 19.11            | 0:56      | 1:04:37          | 0:38         | 35:45        | 2:01:07      | 19           |
| Нон Стенфорд     | жінки      | 19:10            | 0:53      | 1:01:25          | 0:41         | 34:55        | 1:57.04      | 4            |

## Важка атлетика
| Спортсмен     | Категорія           | Ривок     | Ривок | Поштовх   | Поштовх | Загалом | Місце |
| Спортсмен     | Категорія           | Результат | Місце | Результат | Місце   | Загалом | Місце |
| ------------- | ------------------- | --------- | ----- | --------- | ------- | ------- | ----- |
| Сонні Вебстер | до 94 кг (чоловіки) | 148       | 14    | 185       | 13      | 333     | 14    |
| Ребека Тайлер | до 69 кг (жінки)    | 101       | 9     | 126       | 10      | 227     | 10    |